# Legionario romano
Il legionario romano era il fante che faceva parte della legione romana. I Romani dovettero affrontare svariate popolazioni che adottavano metodi di combattimento differenti tra loro; questo influì sia sull'organizzazione e sulla struttura della legione, sia sul tipo di armamento utilizzato. Il legionario è sempre stato fonte di ispirazione e modello dal punto di vista militare per le proprie capacità, la propria esperienza ed efficienza. In questa voce è trattata la vita del legionario dell'antica Roma dal momento del suo reclutamento al congedo, ed è analizzato il complesso evolversi dell'armamento dall'epoca monarchica alla crisi dell'impero.

## Periodo regio e prima Repubblica (753-350 a.C.)

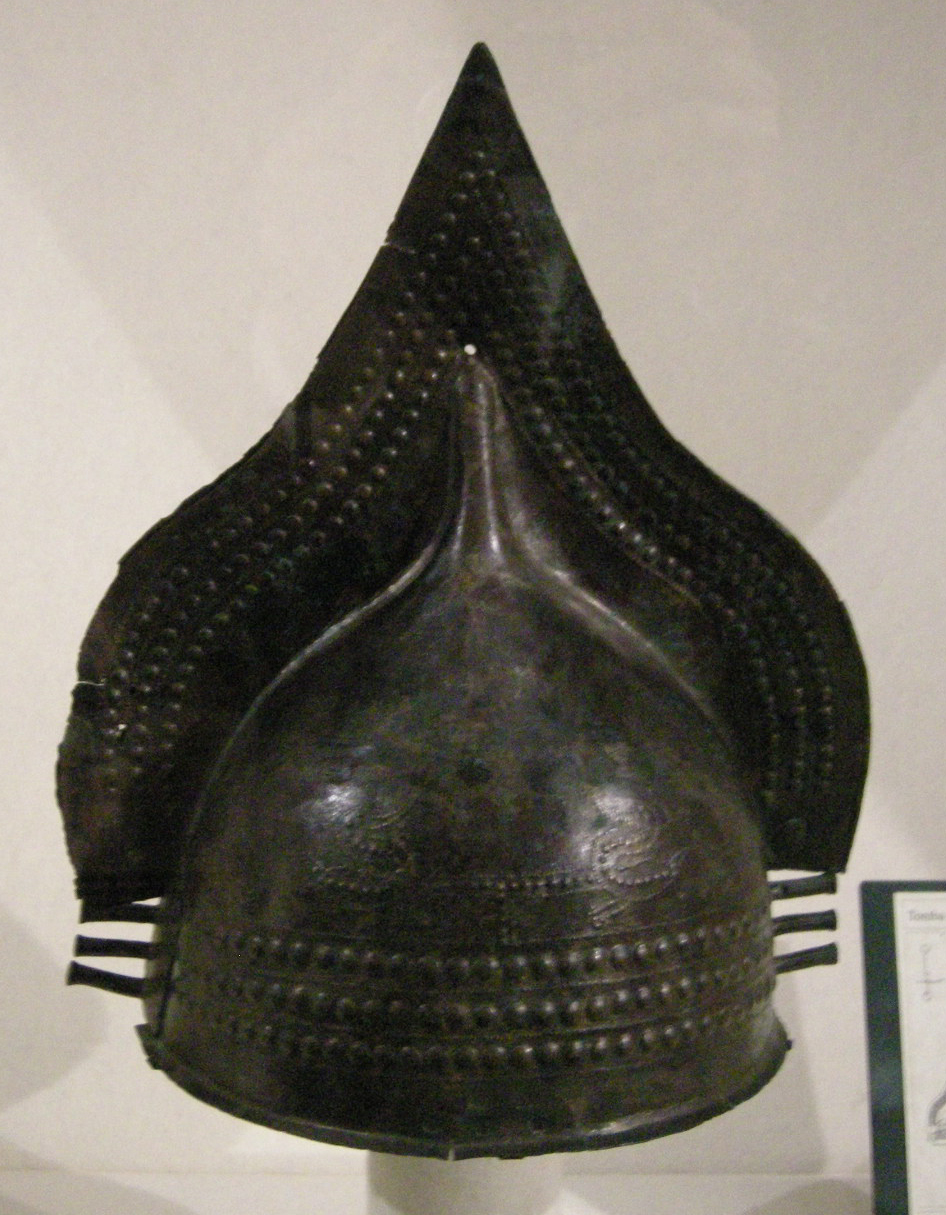
Tipico elmo villanoviano utilizzato dagli Etruschi. Venne introdotto anche nel primo periodo regio di Roma nel primo esercito romuleo. (Museo etrusco Guarnacci di Volterra).

### Organizzazione
Una prima vera struttura militare venne creata da Servio Tullio; prima di ciò il fante romano vestiva gli armamenti tradizionali, spesso molto colorati e vistosi, della propria tribù di origine.
Tullio riformò l'esercito intorno al 570 a.C., adottando la formazione a falange e l'armamento degli opliti greci.
La divisione tra i fanti avvenne per censo e non più per provenienza. Questo è ciò che Dionigi di Alicarnasso scrive, facendo parlare Servio Tullio:
(Dionigi di Alicarnasso, Antichità Romana, IV, 16, 4.)

#### Arruolamento
L'arruolamento dei soldati veniva stabilito in caso di guerra tra le varie tribù presenti a Roma (da 17 iniziali passarono a 21 successivamente). Il console stabiliva la data dell'inizio della leva; di solito i contingenti delle varie tribù si radunavano in Campo Marzio. I motivi per astenersi dalla chiamata alle armi dovevano essere esaminati e, nel caso in cui non fossero stati validi, si veniva dichiarati desertor (disertore) e si poteva essere puniti severamente. A volte, come riportatoci da Tito Livio, i tempi dell'arruolamento non permettevano l'esame delle esenzioni dal servizio, il quale veniva rimandato a guerra conclusa. Il comando (imperium) era tenuto dal console, che era coadiuvato per le funzioni amministrative dai tribuni. I centurioni erano scelti dai soldati.
(Tito Livio, Ab Urbe condita, III, 69)

### Armamento

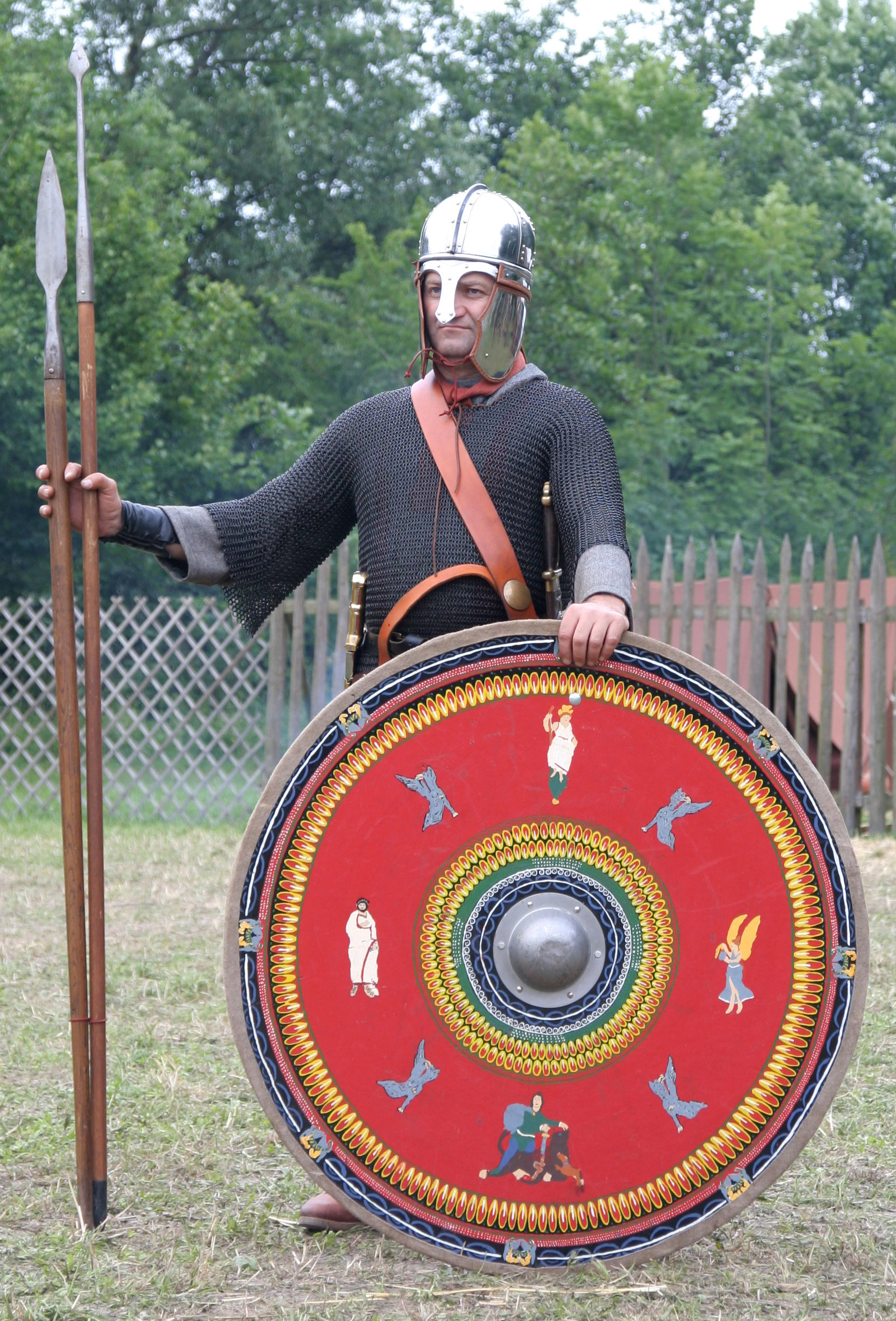
Rappresentazione di un legionario del IV secolo. Indossa una lorica hamata, un elmo Berkasovo rinvenuto a Burgh Castle, in Inghilterra, è armato con una spatha, una semispatha, uno spiculum e una lancia da urto.

In questo periodo i Romani adottarono, oltre che le tattiche di combattimento, anche l'armamento greco. I soldati erano inquadrati nella falange e indossavano il linothorax, composto da più strati di lino e in alcuni casi coperto ulteriormente da uno strato di piastrine di bronzo o ferro, le gambe erano protette da schinieri. Lo scudo, chiamato oplon in greco e clipeo in latino, era di legno coperto da pelle o talvolta da uno strato di bronzo, ed aveva una forma circolare e concava. Sulla testa il soldato romano poteva portare diversi tipi di elmi di fattura greca: l'elmo corinzio, l'elmo calcidico e l'elmo attico. L'arma principale era la lancia da urto lunga più di 2 metri, la spada maggiormente utilizzata, anch'essa greca, era lo xiphos.

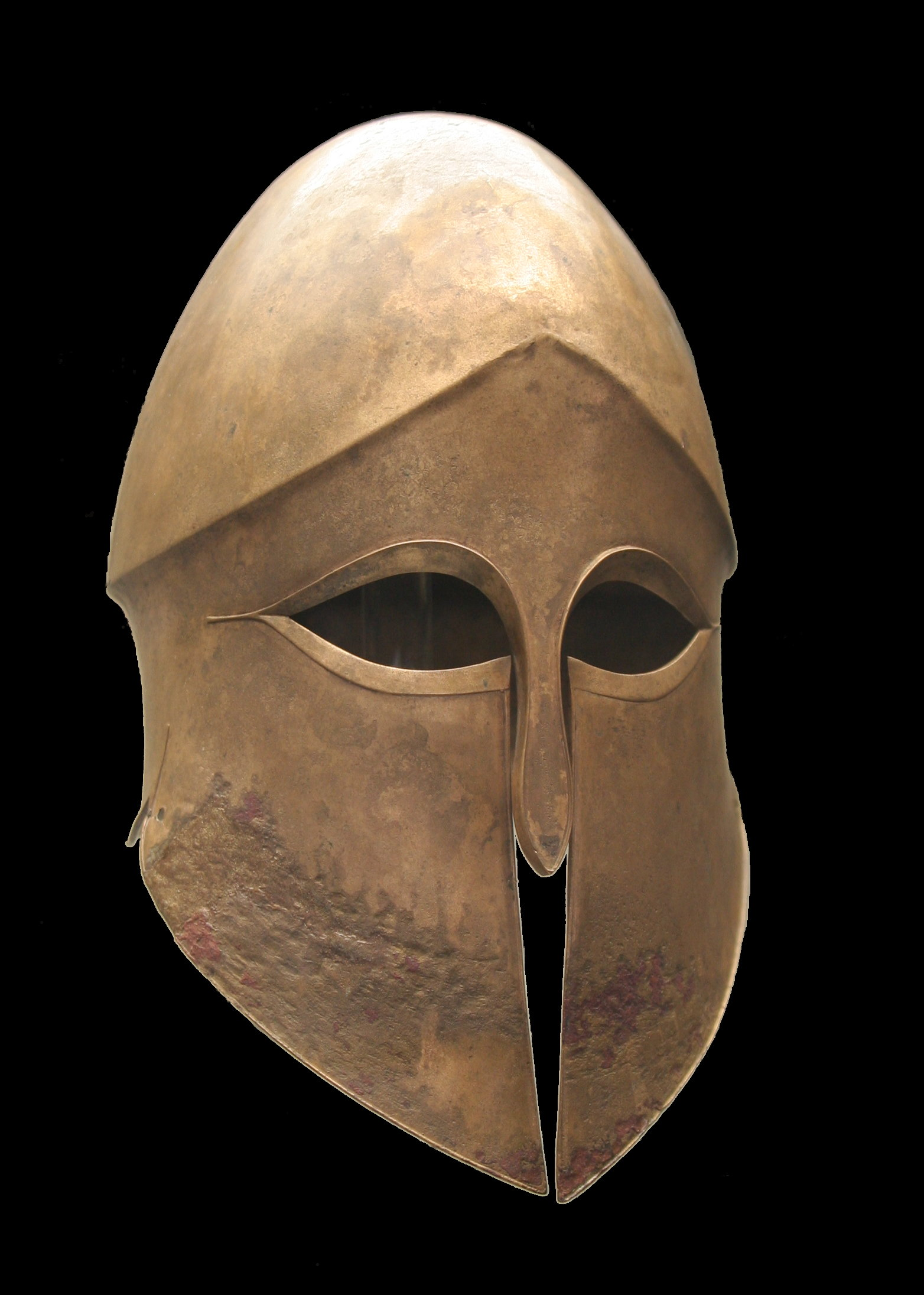
Elmo corinzio
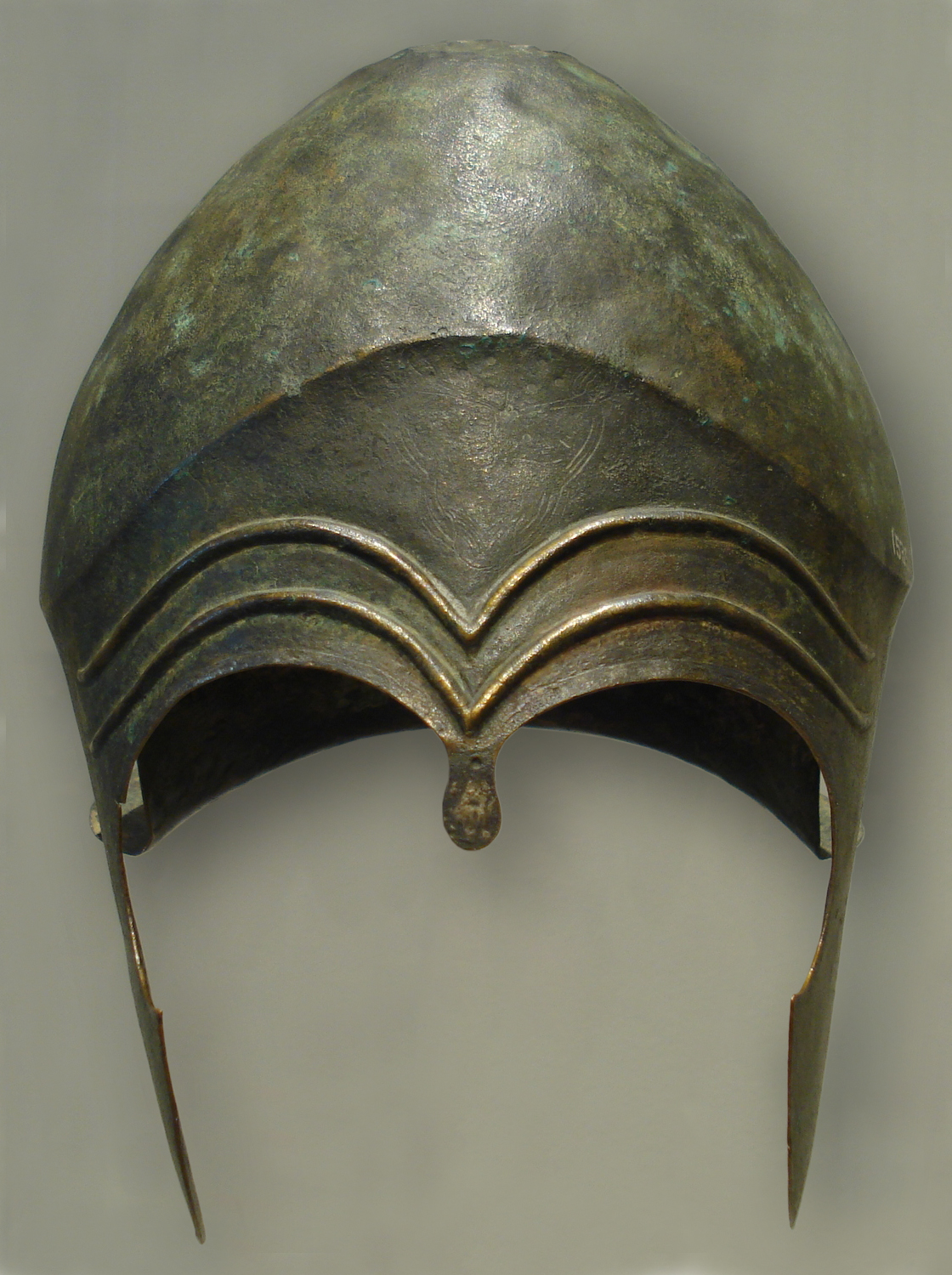
Elmo calcidico
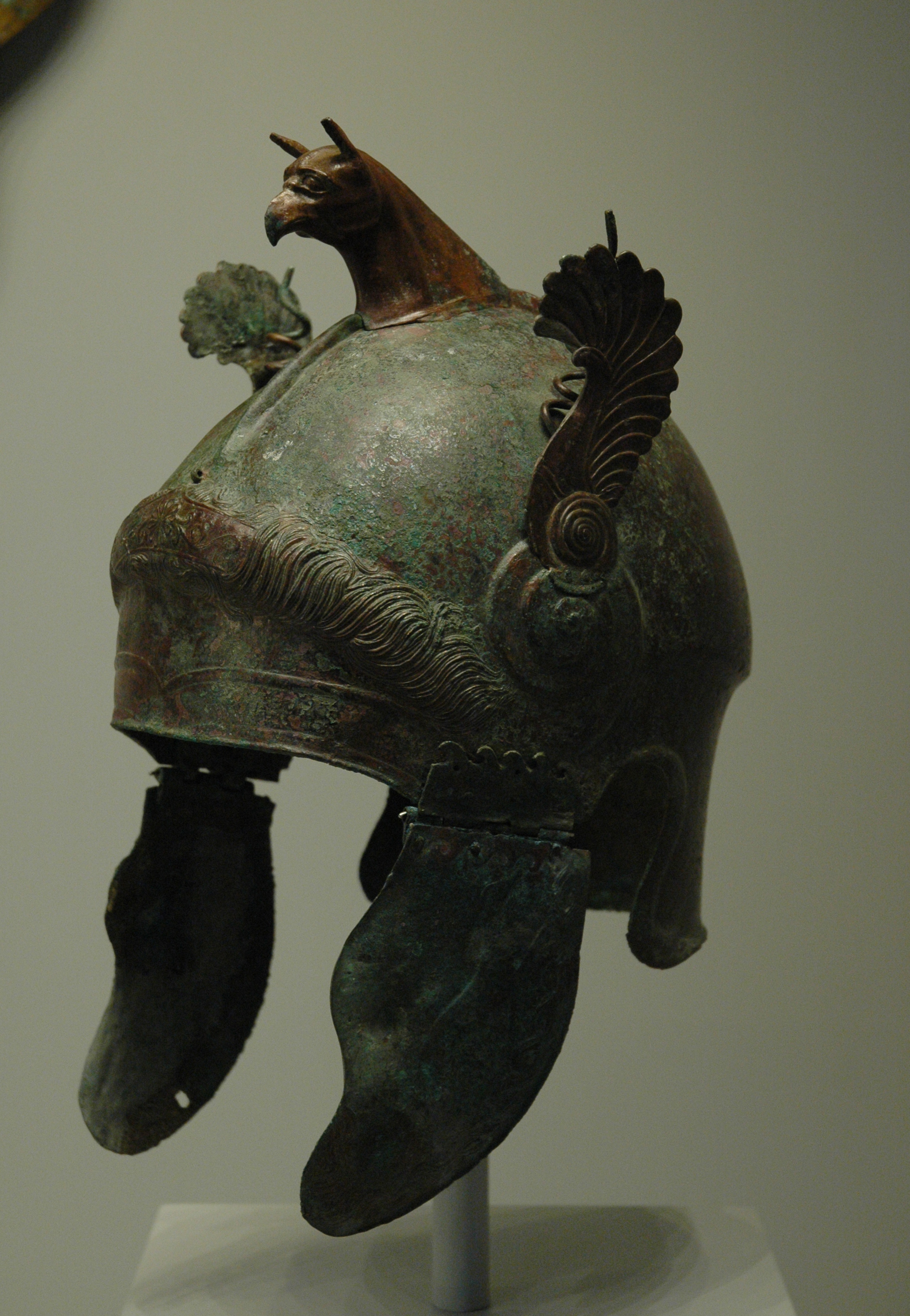
Elmo attico

## Periodo medio repubblicano (350-107 a.C.)

### Organizzazione

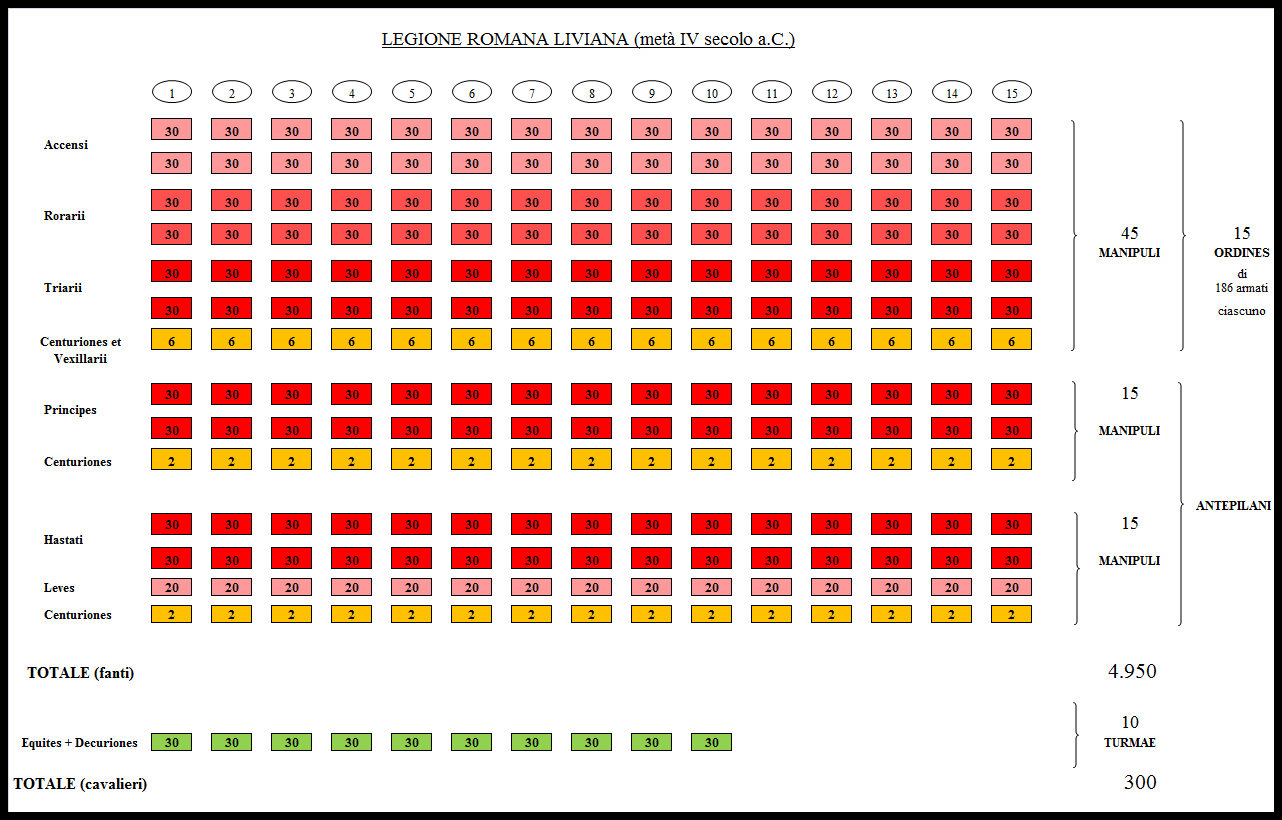
La legione manipolare liviana al tempo della guerra latina (340-338 a.C.).

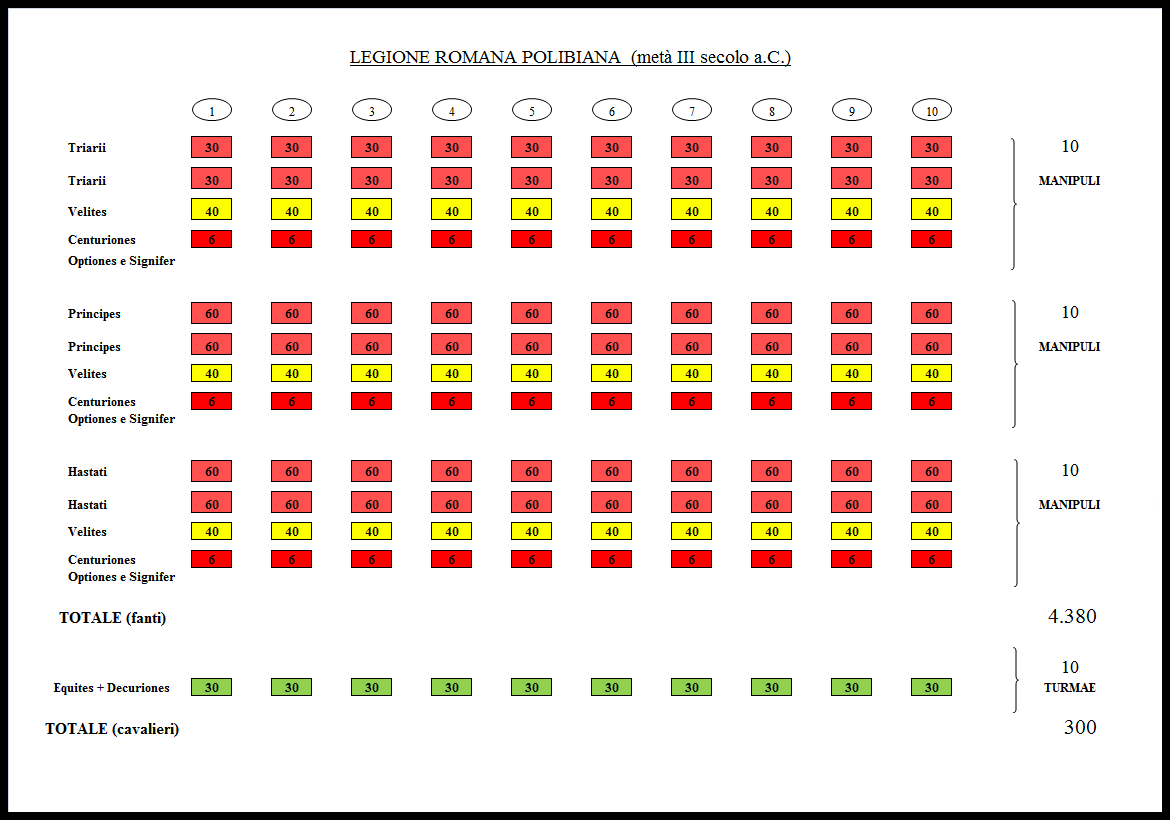
La legione manipolare polibiana al principio della seconda guerra punica (218 a.C.).

Intorno al 350 a.C. si costituì la legione manipolare, a causa delle guerre combattute in Sannio, regione montuosa e non adatta a schieramenti rigidi come quello oplitico; questa presentava caratteristiche innovative dal punto di vista tattico: favoriva una maggiore efficacia in terreni non pianeggianti ed era meno vulnerabile ai cedimenti.
Di questo tipo di formazione parlano vari autori classici (Livio, Polibio), anche se tra le varie descrizioni ci sono alcune differenze. In sostanza lo schieramento della legione era costituito su varie file di manipoli, ognuna composta da velites, hastati, principes e triarii. Ogni soldato doveva procurarsi il proprio armamento, quindi i soldati più giovani e più poveri avevano un armamento più leggero. In questo periodo chi poteva permetterselo si procurava una lorica hamata (armatura composta da piccoli anelli di ferro intrecciati tra loro, che poi verrà semplicemente chiamata cotta di maglia), che aveva il vantaggio di essere più leggera delle corazze in voga all'epoca.

#### Arruolamento
Il servizio di leva era obbligatorio solo tra i cittadini romani che avevano tra i 17 e i 46 anni di età. La leva non durava meno di 6 anni, e in molte occasioni si prolungava a seconda delle necessità dello stato. Ogni anno i consoli convocavano per mezzo di funzionari, chiamati conquisitores, coloro che potevano essere arruolati. Non esisteva un numero prestabilito di soldati per legione: a seconda delle necessità il numero poteva oscillare tra i 4200 e i 5000. Tra le legioni venivano distribuiti i tribuni, che avevano funzioni di comando. I tribuni sceglievano tra gli arruolati un uomo che avrebbe dovuto recitare il giuramento per esteso, mentre il resto della legione giurava non ripetendo l'intera formula. I tribuni davano disposizioni sul luogo e sul giorno in cui tutti i soldati si sarebbero presentati, per essere poi distribuiti tra i velites, hastati e triarii a seconda delle loro possibilità economiche e dell'esperienza in battaglia. Quel giorno i tribuni avrebbero scelto dieci tra i migliori uomini di ciascuna delle tre classi in cui erano stati precedentemente divisi per nominarli centuriones priores, per la parte del manipolo che si schierava sulla destra, e altri dieci uomini come centuriones posteriores per la parte sinistra. I centuriones posteriores erano subordinati ai centuriones priores e assumevano il controllo dell'intero manipolo in caso di assenza dei loro superiori.

#### Addestramento
La nascita della legione manipolare portò il bisogno di un costante addestramento. L'utilizzo della spada al posto del giavellotto e la nuova formazione, non più basata sulla forza d'urto di un gruppo compatto di uomini, resero necessarie frequenti esercitazioni. Le tecniche di addestramento consistevano in finti combattimenti con il rudis (spada di legno) e con i praepilati (giavellotti senza punta), corsa con le armi, revisione e riparazione dell'armamento, trasporto di pesi. Molte informazioni sull'addestramento dei legionari ci sono pervenute da Vegezio, uno scrittore romano della fine dell'impero, che nell'Epitoma rei militaris descrive dettagliatamente l'addestramento delle reclute e dei soldati più esperti. Di seguito è riportato un passo che spiega come avveniva l'addestramento con armi di legno e pali.
(Vegezio, Epitoma rei militaris, I, 11)

#### Trattamento economico
Nel 407 a.C., durante le guerre contro Veio era stato introdotto il pagamento dello stipendium, una sorta di ricompensa per i danni causati dalla guerra ai cittadini che avevano prestato servizio militare. La paga era molto bassa (5 assi al giorno), dato che non si trattava di uno stipendio come nella concezione moderna, ma di un semplice indennità. L'approvvigionamento alimentare e il prezzo dell'armamento venivano sottratti dal proprio stipendium, e solo in rare occasioni di grave difficoltà le armi vennero distribuite a carico dello Stato. Il vero guadagno del legionario si basava soprattutto sui bottini di guerra, sulla vendita degli schiavi catturati e sulle ricompense che i generali potevano elargire al termine di una campagna militare.

### Armamento

#### Velites

Disegno di un fante velita.

Erano soldati di fanteria leggera poco armati e aprivano il combattimento lanciando i loro giavellotti (hasta velitaris). I velites avevano almeno due giavellotti lunghi in tutto circa 112 cm e spessi 1,85 cm, la punta in metallo contava circa 22 cm della lunghezza totale e, immediatamente dietro alla zona d'impatto, vi era uno strato più morbido di ferro, in modo che una volta colpito il bersaglio si deformasse rendendosi inutile per i nemici.
Polibio ci fa sapere dell'uso da parte dei velites di una spada (makhaira), mentre secondo Tito Livio era utilizzato il gladius hispaniensis, che era una spada corta utilizzata anche dalla fanteria pesante.
Questi soldati portavano uno scudo piccolo (circa 1 metro di diametro) e rotondo chiamato parmula, non indossavano un'armatura ma solo un semplice elmo, talvolta coperto da una pelle di animale (soprattutto lupo).
Questo tipo di fanti venivano collocati davanti allo schieramento e avevano la funzione di sfoltire i ranghi avversari lanciando i loro giavellotti per poi ritirarsi velocemente nelle loro linee.
(Tito Livio, Ab Urbe Condita, XXXVIII, 21)

#### Hastati
Erano soldati di fanteria pesante armati di gladius hispaniensis, hasta (giavellotto pesante), e portavano un lungo scudo ovale. Questi soldati indossavano come protezione al torace una placca di metallo rettangolare legata con lacci di cuoio. Il loro elmo (di ispirazione greco-attica) era spesso ornato di piume sull'apex: questo aveva delle cerniere per collegare le paragnatidi (parti dell'elmo che coprono le guance) al coppo.

#### Principes
Erano soldati di fanteria pesante più esperti degli Hastati, nonostante fossero ugualmente organizzati e armati, e occupavano la seconda linea della legione repubblicana. Essi però, a differenza degli Hastati, indossavano una cotta di maglia, chiamata "lorica hamata", che li rendeva meglio protetti, soprattutto dai colpi di taglio.

#### Triarii
Erano i soldati di fanteria pesante più esperti della legione, armati come i Principes. A differenza di Hastati e Principes portavano una lancia da urto e indossavano un elmo avente tre piume, da cui deriva probabilmente il nome. Spesso i Triarii potevano indossare una lorica hamata. I ruoli dei soldati si andarono uniformando, fino a quando con la riforma di Mario del 107 a.C. si formò la legione coortale che raggruppava il manipolo degli hastati, dei principes e dei triarii in una sola coorte.

## Periodo tardo repubblicano (107-31 a.C.)

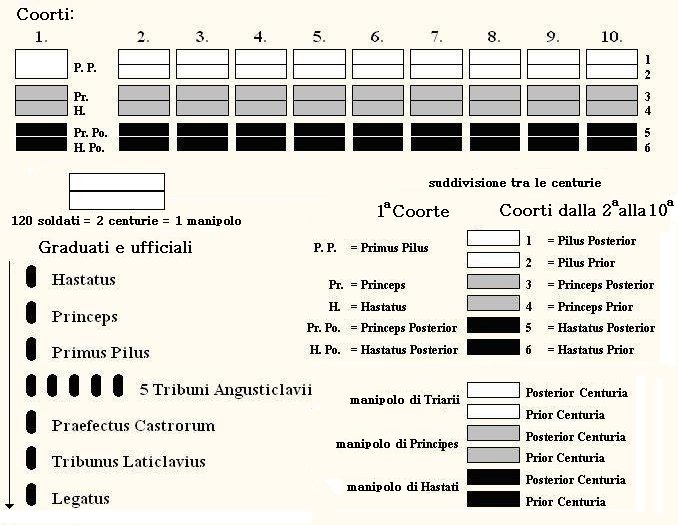
Struttura della legione dopo la riforma mariana.

### Organizzazione
Per contrastare nuovi tipi di nemici come gli Iberi e i popoli germanici vennero apportate importanti modifiche alla struttura della legione. Nel 107 a.C. Gaio Mario attuò una riforma che portò alla nascita della legione coortale ed all'abolizione della cavalleria legionaria. I manipoli diventarono gruppi secondari all'interno delle 10 coorti della legione. Ogni coorte era composta infatti da tre manipoli, a loro volta composti da due centurie. Questa nuova unità forniva una maggior compattezza ma, allo stesso tempo, una grande agilità. I velites scomparvero totalmente, il resto dei legionari adottarono lo stesso tipo di armamento e assunsero tutti lo stesso ruolo abbandonando l'antica distinzione in hastati, principes, triarii.

#### Arruolamento
Il reclutamento divenne aperto a tutti i maschi maggiorenni, la nuova struttura della legione permise l'abolizione delle suddivisioni per censo e i cittadini che si arruolavano puntavano soprattutto all'arricchimento tramite la carriera militare. Il rapporto tra legionari e generale divenne sempre più stretto, tanto che la fortuna del soldato era legata alla ricchezza e al successo dei loro comandanti.

#### Addestramento
La necessità di tenere attive svariate legioni e di sostituirne le perdite con reclute che si integrassero in poco tempo, portò all'intensificarsi dell'addestramento quotidiano, che si fece sempre più pressante. Avendo la carriera militare assunto il ruolo di una vera e propria professione, i legionari dovettero imparare attraverso specifici addestramenti, spesso curati dagli stessi generali, la coesione e il lavoro di gruppo, nonché la prontezza e l'agilità nel combattimento. Il periodo delle Guerre civili costrinse il mantenimento di numerose legioni e di un'enorme quantità di uomini. I vari generali, che avevano bisogno della stima e dell'appoggio dei legionari, spesso gestivano l'addestramento personalmente, allenandosi assieme ai propri uomini. L'addestramento rimase pressoché invariato: addestramenti con spade di legno, corse, addestramento nel lancio di giavellotti, sollevamento di pesi e così via.

#### Trattamento economico
Il legionario percepiva uno stipendium annuo che era considerato come una sovvenzione per il servizio militare (anche quando il legionario divenne un soldato professionista con la riforma di Mario, non venne mai considerato un mercenario). La maggior parte dei proventi del legionario era comunque costituita dai bottini di guerra e dalle elargizioni straordinarie dei generali. La ricchezza del bottino variava a seconda del luogo conquistato; erano considerati parte di questo anche gli schiavi, che venivano poi venduti dai legionari. Dopo 20 anni di servizio circa veniva concesso un premio per il congedo onorevole (honesta missio) che poteva consistere in un terreno o una somma di denaro. Beneficiavano di questi premi anche i legionari congedati anzitempo per ferite o malattie o i congedati per volere del comandante. La perdita dei benefici avveniva con il congedo disonorevole (ignominiosa missio).
(Sallustio, Bellum Iugurthinum, LXXXVII)

### Armamento

#### Il legionario repubblicano del III-I secolo a.C.

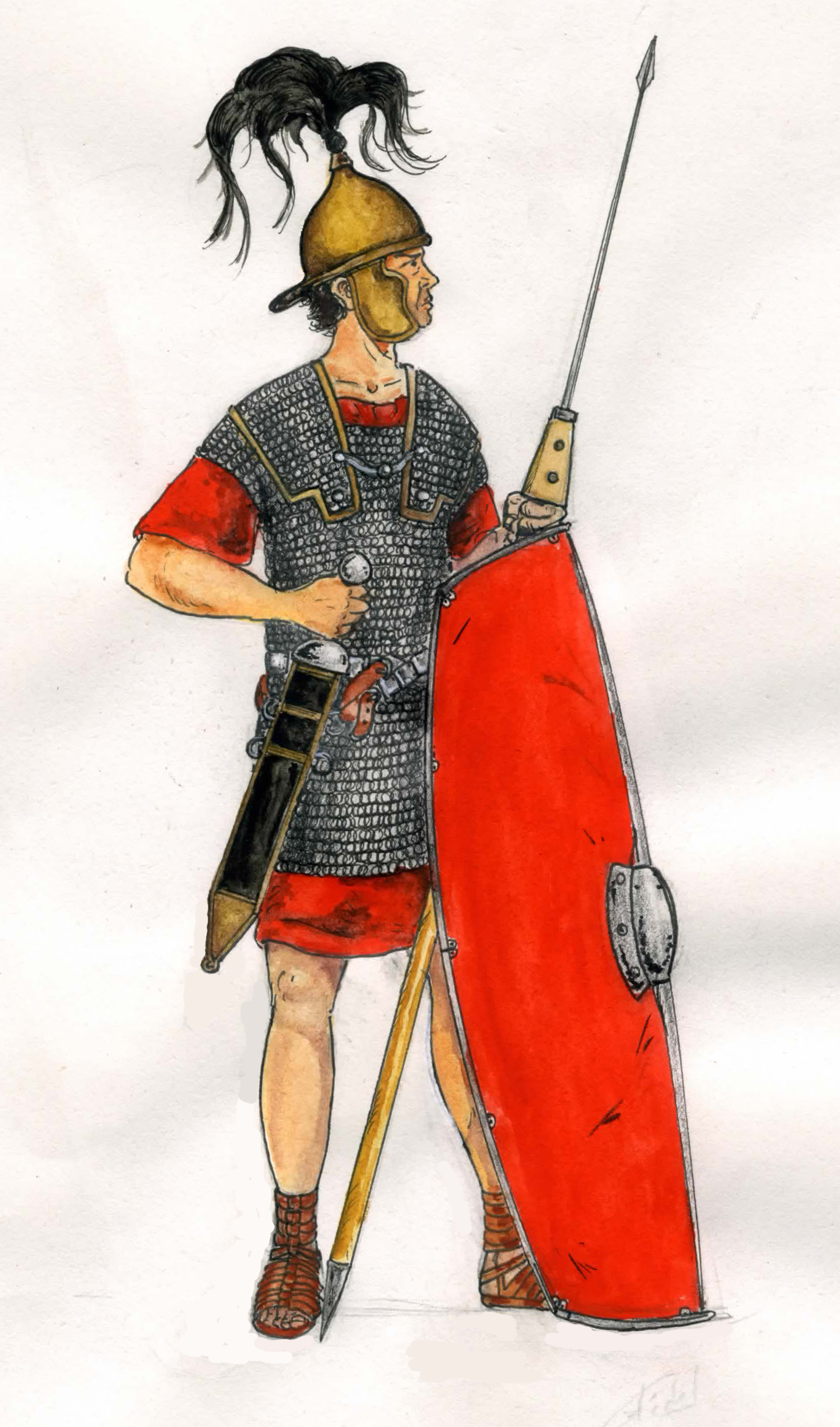
Legionario con lorica hamata dei tempi di Gaio Giulio Cesare e Augusto.

Il legionario indossava una lorica hamata con un rinforzo sulle spalle chiamato umeralis, un gladio e uno scudo semi rettangolare con la parte superiore e inferiore tondeggianti. Sulla testa il legionario portava diversi tipi di elmi a seconda del secolo.
In questo periodo nasce un tipo di giavellotto chiamato pilum. Il pilum poteva avere tre fini di utilizzo: avrebbe potuto uccidere il nemico, oppure avrebbe potuto costringere i nemici ad abbandonare i propri scudi perché, avendoli colpiti ed essendosi piegato, li avrebbe resi inutilizzabili, infine, se avesse toccato terra, si sarebbe rotto per non essere utilizzato ulteriormente dal nemico. Vi sono ipotesi dell'archeologia sperimentale che asseriscono la qualità di piegarsi dei pila fosse solo "addizionale" e che fosse stato studiato principalmente per trapassare gli scudi e colpire il nemico.
(da Cesare, De bello Gallico, I, 25. Traduzione in italiano tratta da: L'attività culturale in Roma antica (Storia e testi) di Martino Menghi e Marina Marsilio.)

##### L'elmo Montefortino (V-I secolo a.C.)
Intorno alla fine del V secolo si introdusse un nuovo tipo di elmo di provenienza celtica (chiamato Montefortino dal nome di una necropoli vicina ad Ancona), che venne utilizzato fino al I secolo a.C. 
Presentava un coppo allungato, che garantiva maggiore resistenza ai colpi dall'alto. Nella parte più alta dell'elmo era collocato un apex (a volte fabbricato a parte e poi aggiunto, oppure fuso con l'intero coppo), sul quale si inserivano delle piume, con lo scopo di far sembrare più alti i soldati all'occhio del nemico.
L'elmo Montefortino fu catalogato dal Robinson con sei lettere (A, B, C, D, E, F) alle quali corrispondono sei tipologie diverse. Nei modelli è assente un rinforzo frontale e il paranuca è solo accennato. I modelli più recenti assomigliavano molto ai coevi elmi Coolus.

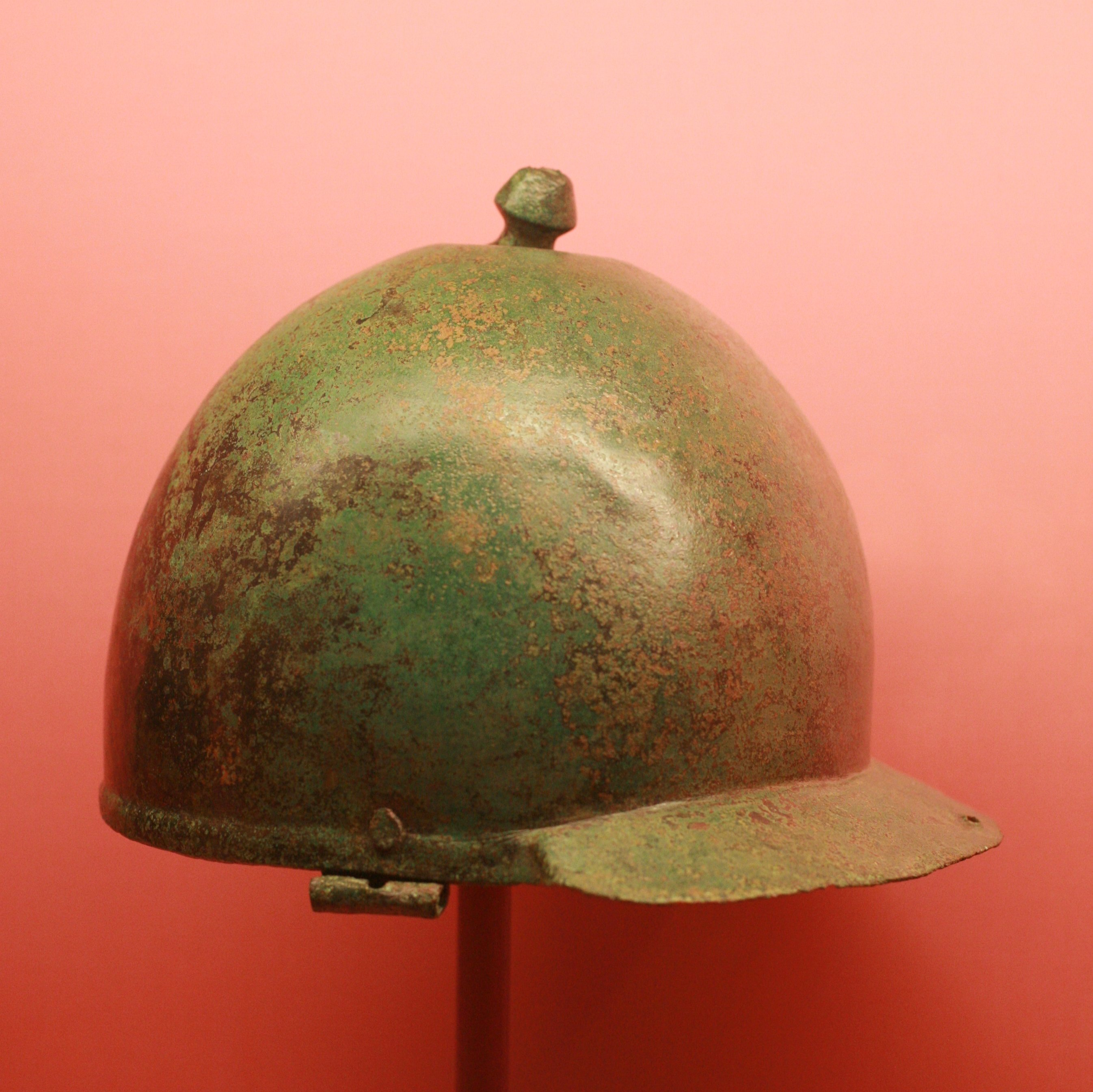
Elmo Montefortino di tipo C, conservato al Museo di Carnuntum.
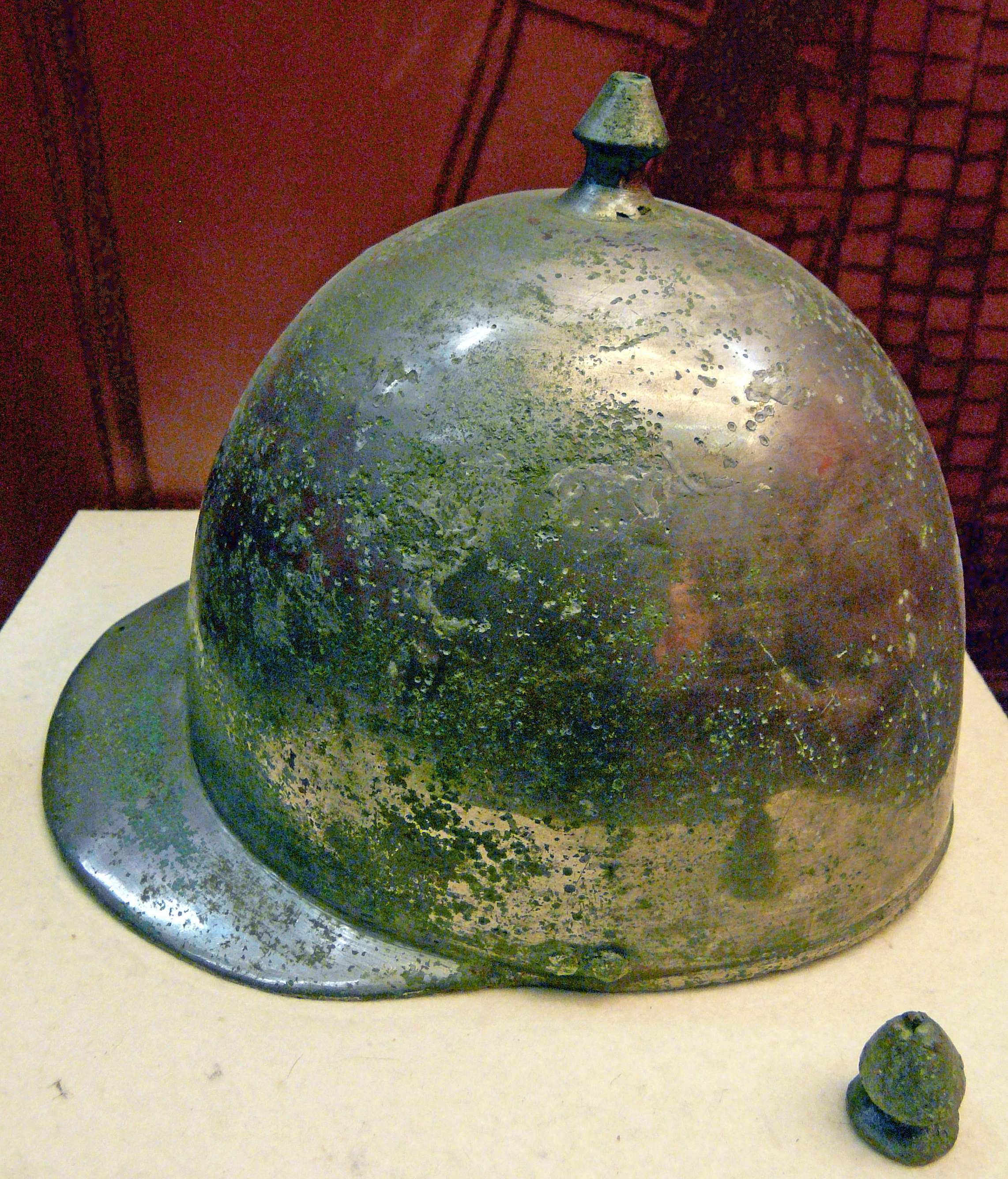
Elmo Montefortino di tipo C, rinvenuto a Novaesium.

##### L'elmo Coolus (III secolo a.C. - I secolo d.C.)
L'elmo di tipo Coolus prende il nome da Coole, in Francia. Questo tipo di elmo esisteva fin dal III secolo a.C., ma iniziò a sostituire il Montefortino solo nel I secolo a.C.
Non è molto diverso dall'elmo Montefortino, ma presenta un coppo semisferico. I primi due modelli (A e B) erano molto semplici, ma a partire dal modello "C" erano presenti il rinforzo frontale e un paranuca pronunciato. Questi due elementi servivano per proteggere il soldato dai colpi sulla testa, che sarebbero scivolati, ferendolo sulla schiena o in viso. Anche questo elmo presentava un apex e due grandi paragnatidi, era assente però una protezione per le orecchie. L'elmo Coolus fu catalogato dal Robinson con nove lettere (A, B, C, D, E, F, G, H, I) alle quali corrispondono nove tipologie diverse.

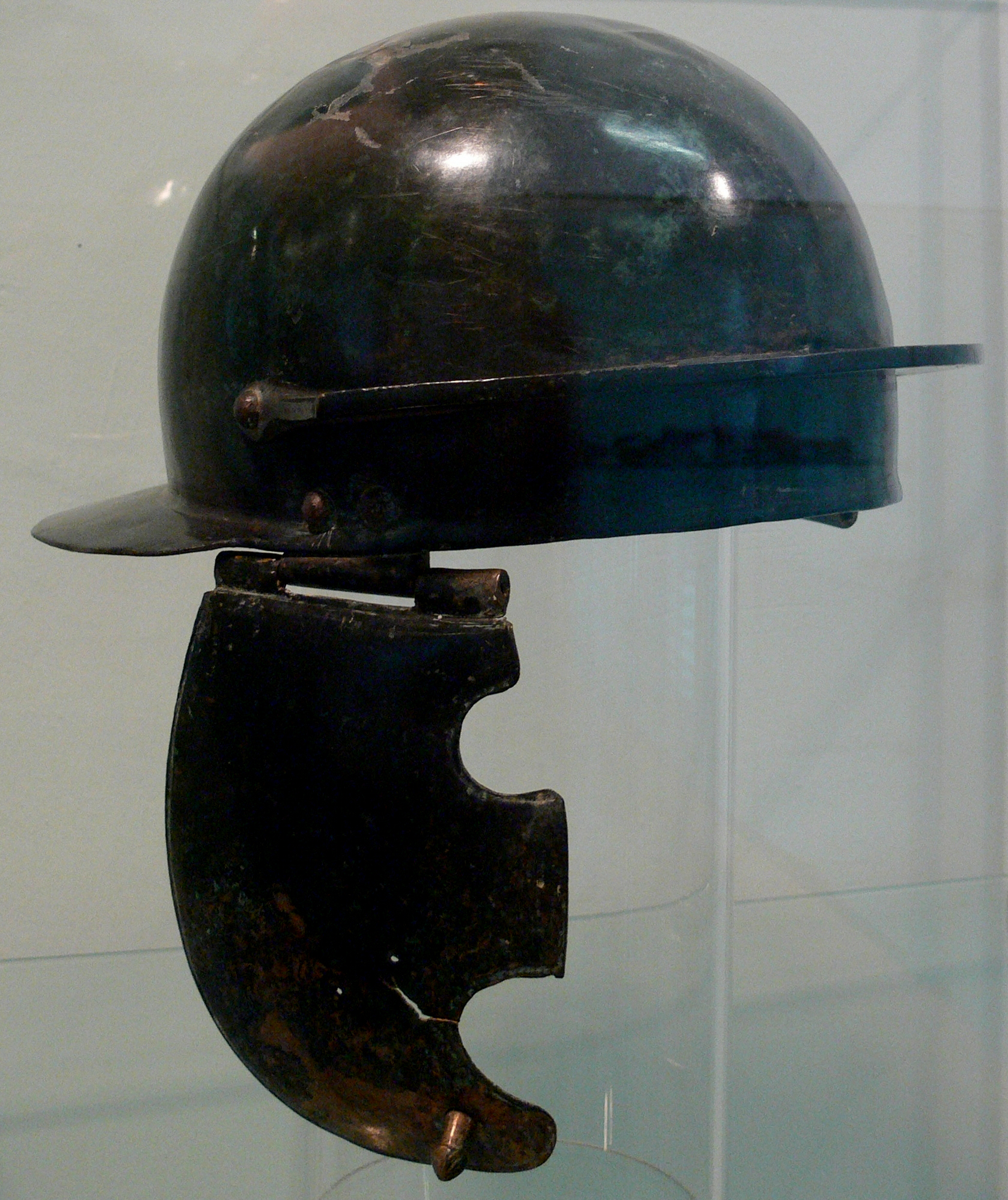
Elmo di tipo Coolus di tipo C rinvenuto a Schaan.

##### L'elmo Agen-Port (I secolo a.C.)
Gli elmi Agen-Port sono catalogati in soli due modelli (A e B). Sono particolari elmi diffusi durante le campagne di Cesare e hanno alcune caratteristiche che possono essere considerate progenitrici degli elmi gallici imperiali. Nell'elmo Agen-Port di tipo "B" è da segnalare il disegno in rilievo di due sopracciglia.

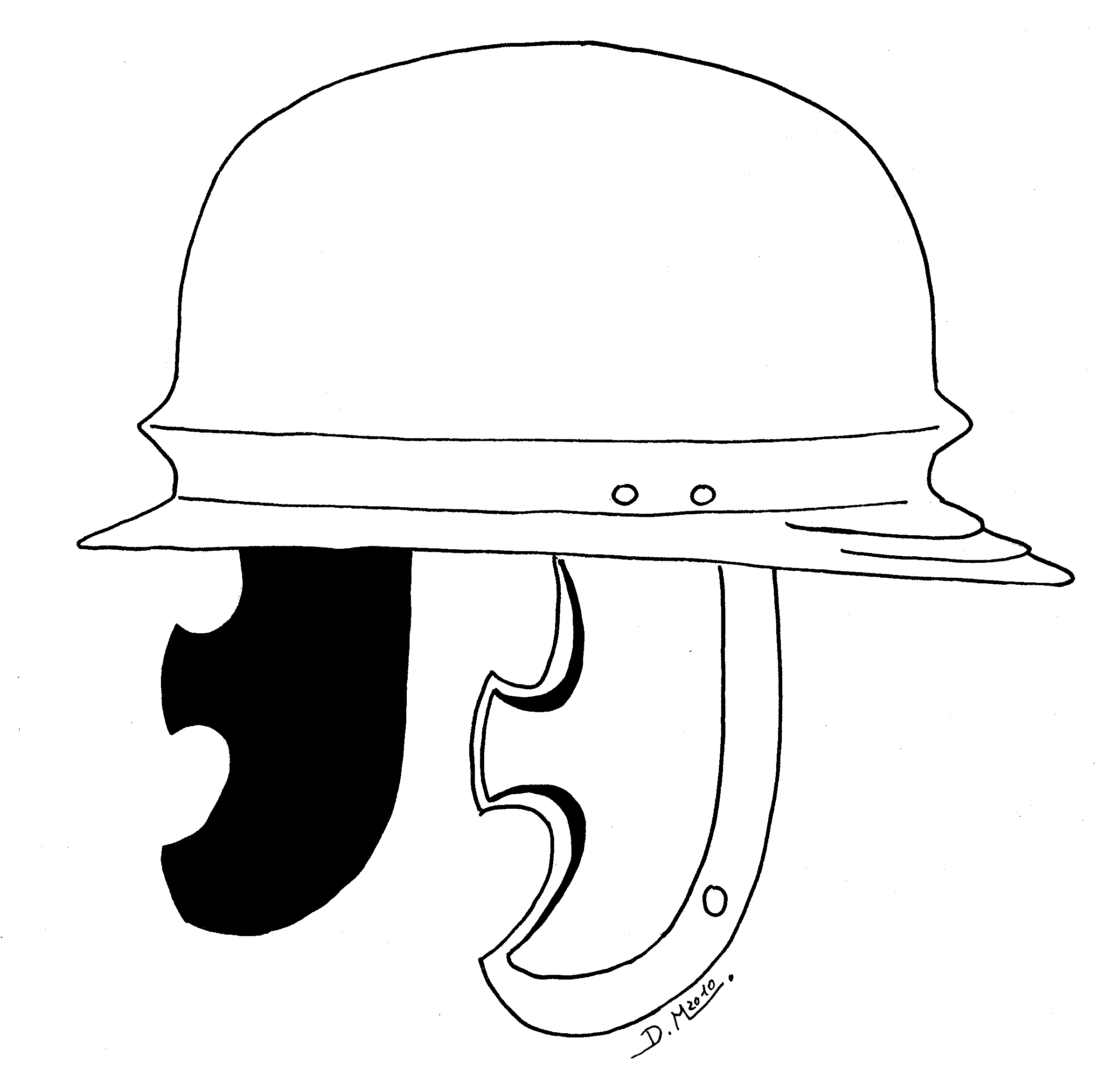
Elmo Agen-Port di tipo A
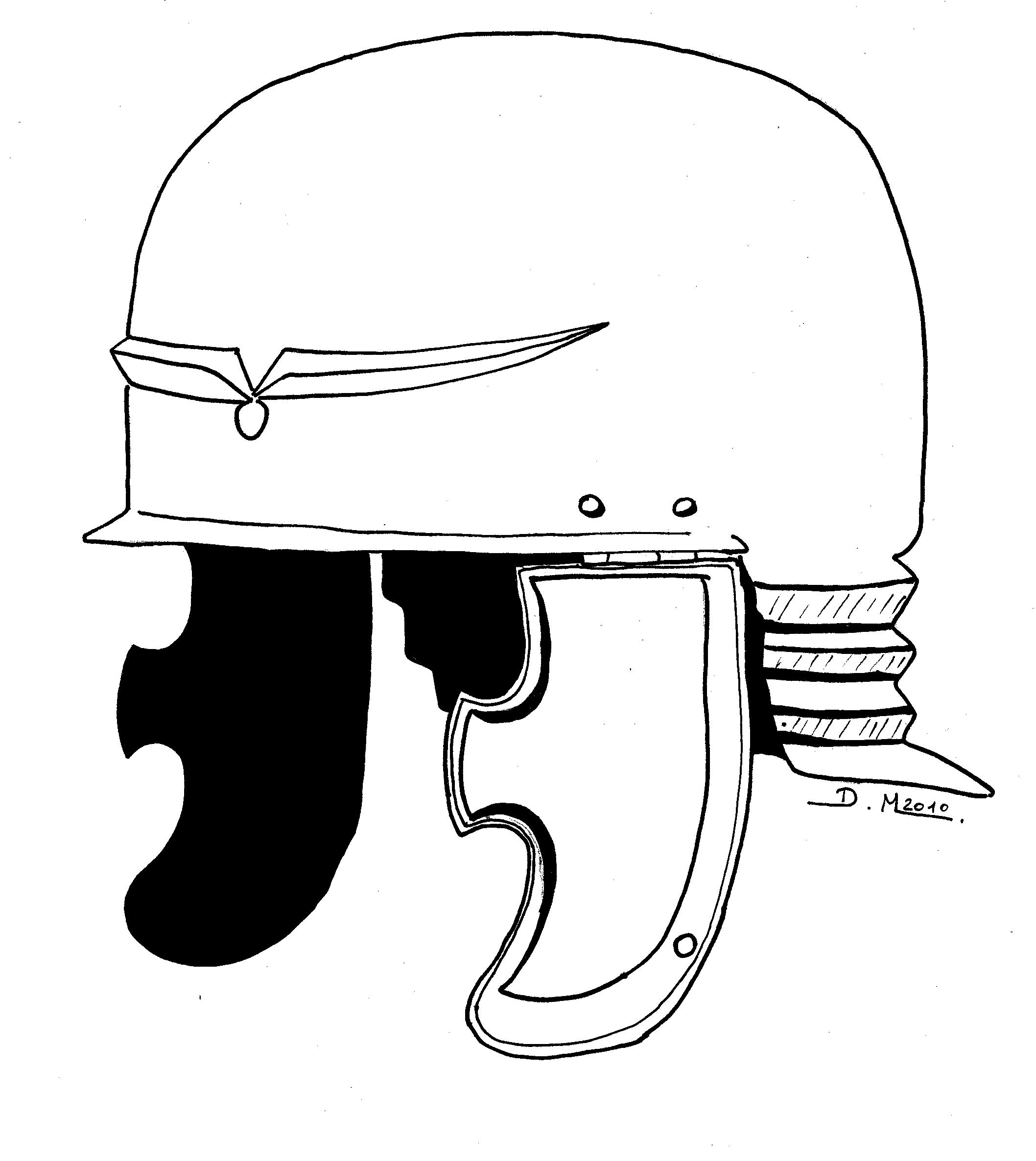
Elmo Agen-Port di tipo B

## Età imperiale (I-II secolo)
(Svetonio, Augustus, 25.)

### Organizzazione
In battaglia la formazione era costituita da 10 coorti disposte in due file. Le 8 coorti sulla sinistra erano disposte a scacchiera, mentre le 2 rimanenti sulla destra erano allineate; quella davanti era la 1^ coorte, ed era costituita da un numero doppio di legionari. Antecedenti al grosso dell'esercito stavano gli arcieri ausiliari, che decimavano il nemico, e a questo contribuivano anche varie macchine d'assedio tra cui la balista e gli onagri (delle sorta di catapulte). Ai lati stava la cavalleria, che andava assumendo un'importanza sempre maggiore e aveva il compito di accerchiare il nemico nella fase decisiva dello scontro.
La cavalleria legionaria, abolita nell'epoca di Gaio Mario, fu reintrodotta in modo definitivo da Augusto. Si trattava però di una forza alquanto ridotta, composta di soli 120 cavalieri (dotati di uno scudo più piccolo e rotondo, detto parma o clipeus), come ci racconta Giuseppe Flavio, al tempo della prima guerra giudaica. Potrebbe essere stata, infine, abolita da Traiano.

#### Arruolamento
Il compito di reclutare nuovi uomini era diventato prerogativa dell'imperatore a partire da Augusto tramite una serie di funzionari; in precedenza questo compito era svolto personalmente dai consoli. I funzionari addetti al reclutamento si chiamavano conquisitores. Nelle provincie senatorie i conquisitores erano di rango senatorio, nelle provincie imperiali di ordine equestre. L'arruolamento era aperto a tutti i maschi, liberi, cittadini romani che avessero compiuto il diciassettesimo anno di età e che non avessero compiuto reati. A causa della penuria di volontari, a volte si concedeva la cittadinanza agli stranieri che venivano arruolati dopo che avessero terminato il servizio militare. Prima di diventare recluta si era sottoposti a un esame (probatio) che verificasse i requisiti sia fisici che intellettuali (conoscenza del latino e, per alcuni, saper scrivere e fare conti). Erano preferibili uomini alti, robusti, muscolosi e avvezzi alle fatiche. Il seguente brano di Vegezio spiega come riconoscere gli elementi più idonei alla vita militare.
"Nam duo sunt genera, hic melior, insignis et ore

Et rutilis clarus squamis, ille horridus alter

Desidia latamque trahens inglorius aluum."
"Infatti solo due specie, una migliore, più bella 

e splendente nell'aspetto per le squame rossastre, l'altra orribile

e trascina per pigrizia il largo ventre senza decoro."
Che venga quindi preso in considerazione per l'attività militare il ragazzo con lo sguardo sveglio, collo eretto, un ampio torace, spalle muscolose, braccia forti, dita lunghe, stomaco piccolo, glutei piccoli e con polpacci e piedi non pieni di carne superflua ma saldi e muscolosi. Nel caso in cui si trovino in una recluta queste caratteristiche, non è da rimpiangere un'alta statura. Infatti è più utile che i soldati siano forti piuttosto che alti.»
(Vegezio, Epitoma rei militaris, I, 6)

#### Trattamento economico

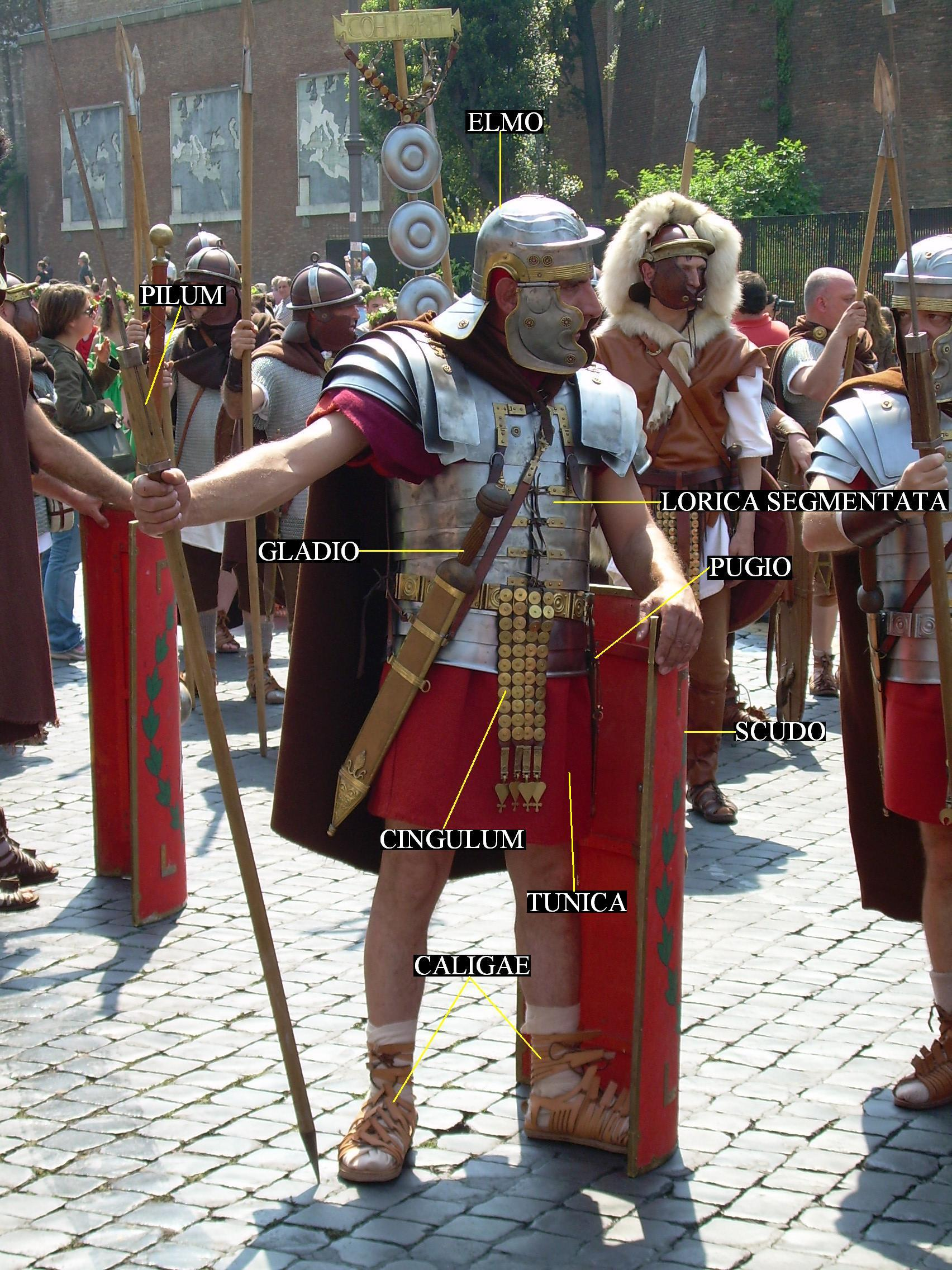
Legionario del I secolo d.C. con lorica segmentata del tipo Corbridge e elmo gallico imperiale.

Giulio Cesare nel 51-50 a.C., a causa di una svalutazione della moneta e alle condizioni di miseria in cui vivevano i soldati, dovette raddoppiare la paga da 5 assi giornaliere a 10. La paga annuale ammontava a 225 denarii e non subì variazioni fino al principato di Domiziano (81-96).
All'epoca di Augusto la paga era versata in tre rate quadrimestrali, chiamate stipendia. Alla paga, come sempre, andavano sottratti il vitto e il vestiario. Parte dello stipendium (fino a un massimo di 1000 denarii stabilito da Domiziano) poteva essere custodito in un fondo comune, mentre, come ci riferisce Vegezio, la metà dei donativa doveva essere consegnata alla legione in modo tale che non fosse sperperata. Ogni coorte custodiva dieci sacchi con una parte della somma; un undicesimo sacco era conservato dai signiferi per la sepoltura dei compagni caduti.
Domiziano aumentò l'ammontare dello stipendium portandolo a 300 denarii annui, successivamente Settimio Severo lo portò a 450 denarii, sino a giungere a Caracalla che all'inizio del III secolo lo incrementò nuovamente arrivando alla quota di 675 denarii. Le possibilità di arricchimento tramite i bottini di guerra si fecero sempre più scarse: l'esercito ormai proteggeva l'impero, non più in espansione, da orde barbariche con poco o nulla di appetibile. I donativa da parte degli imperatori erano rari per le normali legioni, più spesso erano indirizzati ai pretoriani che assumevano sempre più potere nel designare la successione.

### Armamento

#### Il legionario del I secolo d.C.
Con l'inizio dell'impero l'armamento del legionario romano cambia drasticamente. Il legionario del I secolo d.C. è nell'immaginario comune lo stereotipo di soldato romano. Questo soldato indossava sopra la tunica una lorica segmentata del tipo Kalkriese o Corbridge o, in alternativa, una lorica hamata; due nuovi tipi di elmi chiamati gallico imperiale e italico imperiale; un pilum; e uno scudo rettangolare con i disegni e il nome della propria legione. Al cinturone molto decorato (il balteus) erano appesi il gladio di tipo Mainz o un gladius ispaniensis a destra (questa posizione permetteva al soldato di estrarla senza disturbare il braccio con cui teneva lo scudo) e il pugio (un piccolo pugnale) a sinistra.
Per evitare le abrasioni al collo prodotte dalla corazza, il legionario indossava un'imbottitura sulle spalle chiamata subarmalis o thoracomachus e un fazzoletto al collo. Come sempre a seconda dei nemici che la legione doveva affrontare i fabbri apportavano modifiche e accorgimenti sull'armamento.

##### Lorica segmentatadel tipo Kalkriese
Si diffuse all'inizio del I secolo d.C. e venne sostituita dopo poco tempo dalla lorica del tipo Corbridge. I componenti erano tenuti insieme da fibbie e strisce di cuoio saldate con rivetti direttamente sulle lamine. In sostanza la struttura era la stessa della lorica Corbidge.

##### Lalorica segmentatadel tipo Corbridge
La lorica segmentata del tipo Corbridge è un'armatura composta da piastre di metallo che, legate tramite un sistema di ganci, lacci di cuoio e fibbie, proteggevano le spalle, il torace e l'addome del legionario. Si iniziò a diffondere dal 50 d.C. circa. Questa armatura è molto facile da trasportare ma difficile e scomoda da indossare, poiché le placche erano unite tra loro da lacci e piccoli componenti: questi si potevano rompere durante il combattimento e dovevano essere sempre sostituiti.
Il nome originale non è riportato da alcuna fonte antica e la sua costruzione è rimasta ignota fino alla fine dell'Ottocento. La prima ricostruzione che seguì un metodo scientifico fu realizzata dal colonnello Max von Groller nel 1889, anche se questi, ignorandone i metodi costruttivi e prendendo come unico riferimento le immagini della Colonna Traiana, commise degli errori. Sono stati individuati due modelli di questa armatura indicati con le lettere A e B che differiscono per il tipo di aggancio della struttura superiore alle lamine inferiori: il primo modello presenta delle fibbie in cuoio, il secondo dei ganci di metallo.

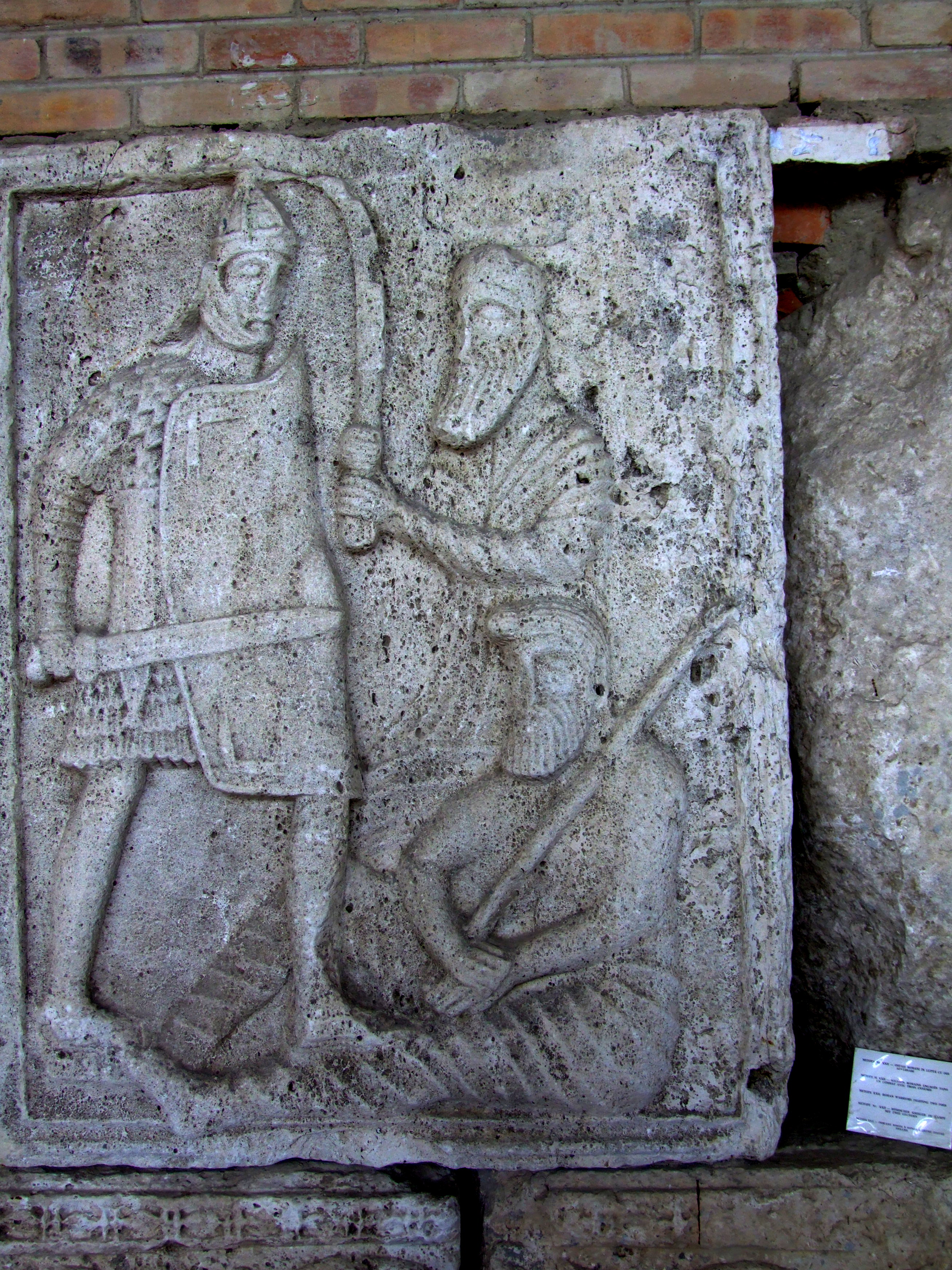
Rappresentazione di uno scontro tra un legionario romano e un Dacio in una metopa del Tropaeum Traiani, il legionario indossa una lorica squamata e un elmo che presenta un rinforzo incrociato, introdotto proprio durante le campagne di Dacia per proteggersi dalla temibile falce dacica, anch'essa rappresentata.

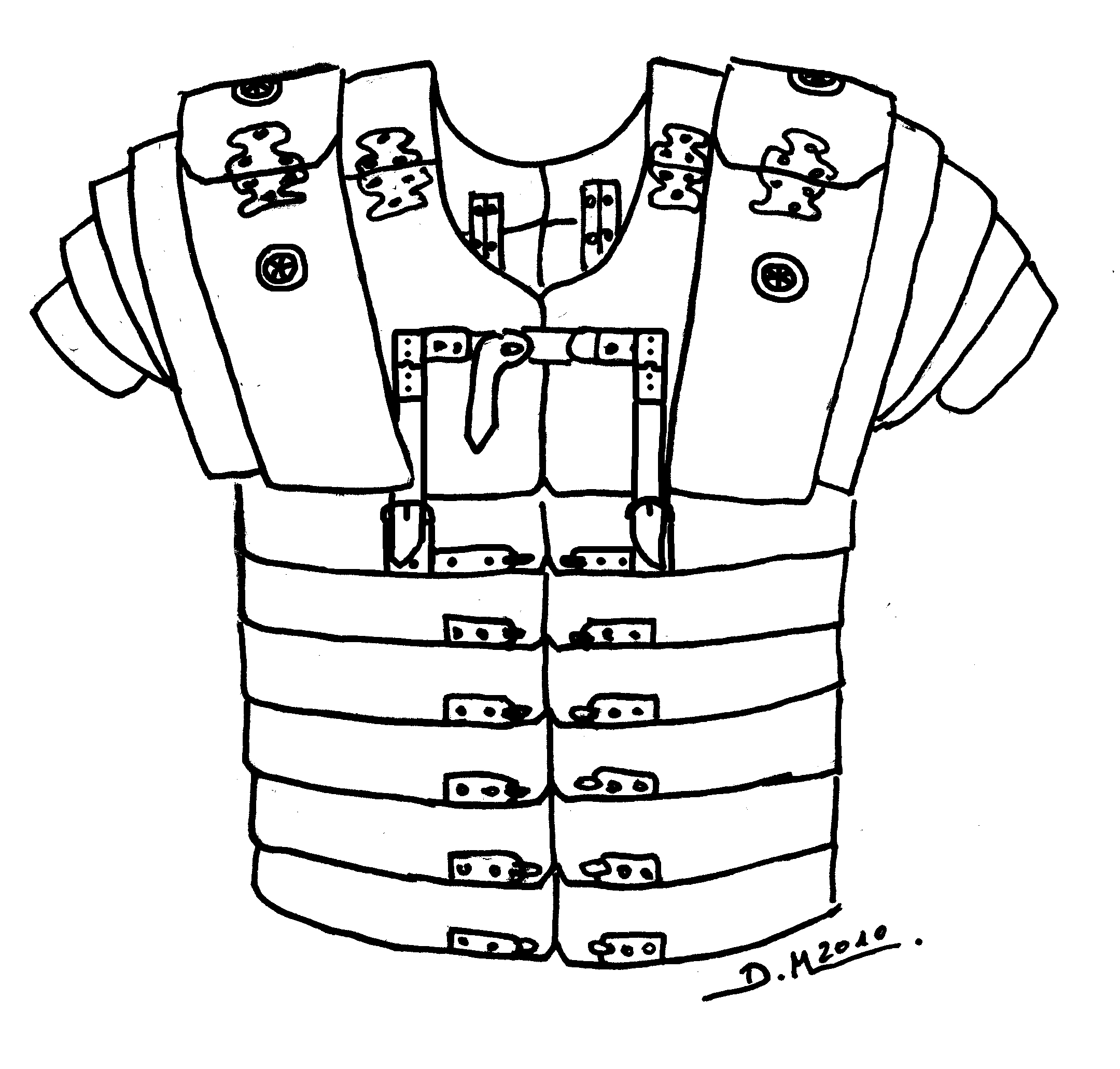
Lorica segmentata del tipo Corbridge A
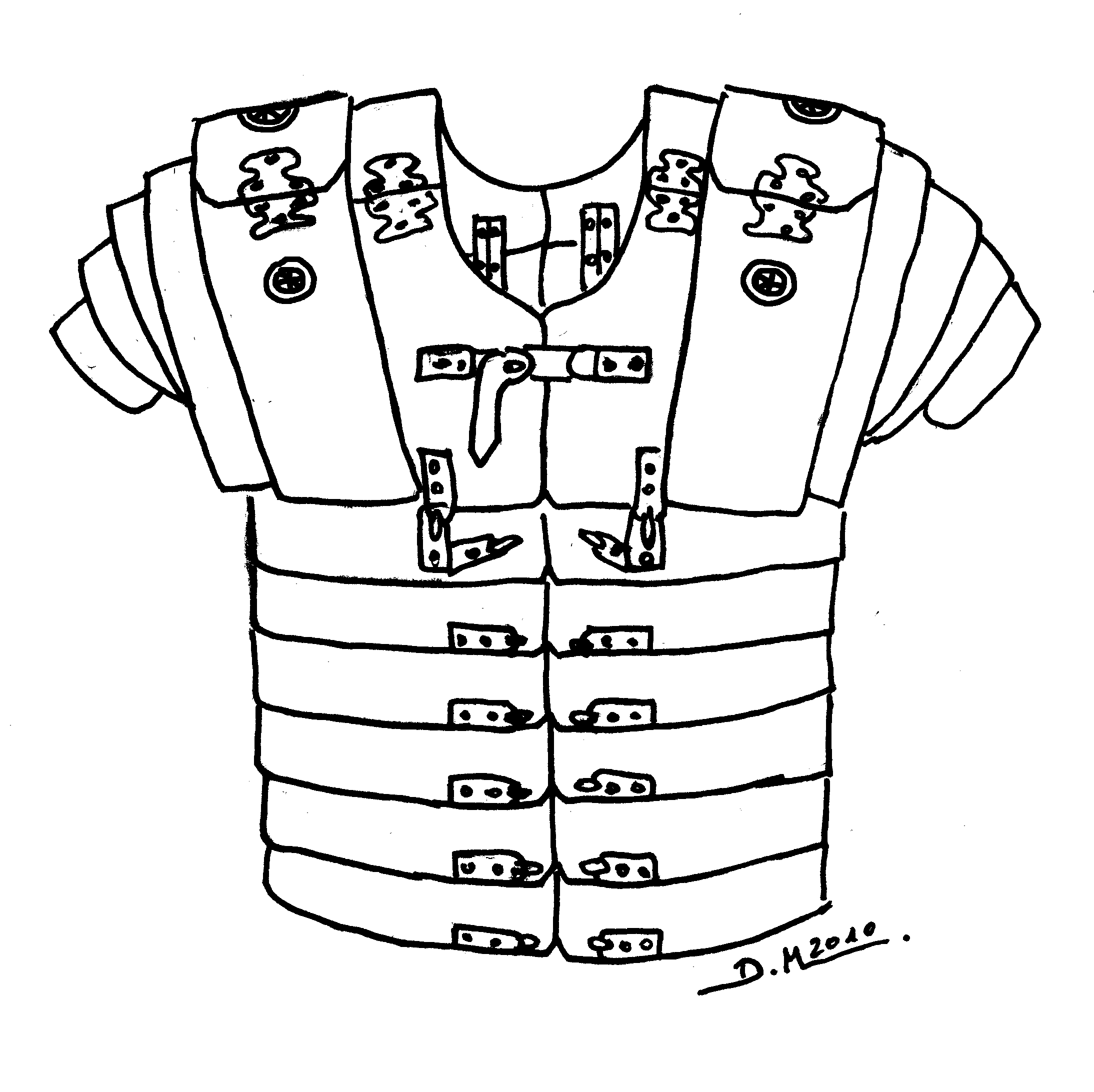
p.  178"/>

##### Gli elmi gallico imperiali e italico imperiali
I primi erano notevolmente influenzati dagli elmi gallici anche nelle decorazioni (per questo la definizione di elmi gallico imperiali). I secondi, di produzione delle officine italiche, erano di ispirazione greco-italica soprattutto nella forma del coppo, leggermente allungata in avanti (visibile maggiormente nei primi modelli), e delle paragnatidi. Gli elmi gallico imperiali presentavano un coppo semisferico e, come gli italico imperiali, un esteso paranuca e un rinforzo frontale. Dopo la guerra di Traiano in Dacia del 101 d.C. vennero aggiunti dei rinforzi incrociati sul coppo, in quanto i Daci utilizzavano spade ricurve con le quali superavano lo scudo romano e colpivano dall'alto. Gli elmi gallico imperiali sono caratterizzati dalla presenza sulla parte frontale del disegno in rilievo di due sopracciglia. Questi elmi sono stati prodotti prevalentemente in ferro, in alcuni casi però possono essere in bronzo.
Gli elmi gallico imperiali sono stati classificati dal Robinson con le lettere dalla A alla K, gli italico imperiali dalla A alla H. Questi due tipi di elmo sono raggruppati da altri studiosi nella grande famiglia degli elmi Weisenau.

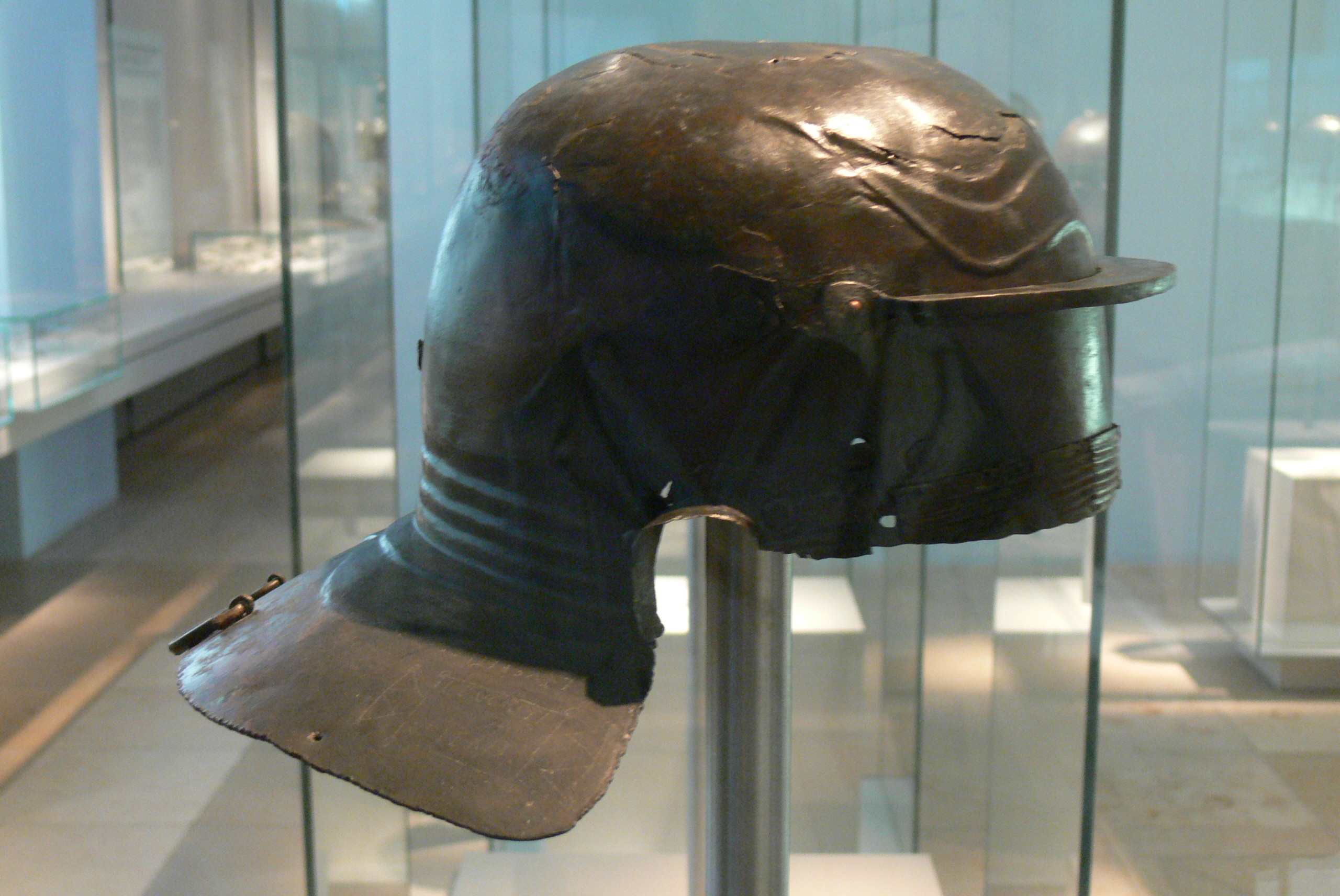
Elmo gallico imperiale di tipo G, trovato nelle acque del Reno presso Magonza.
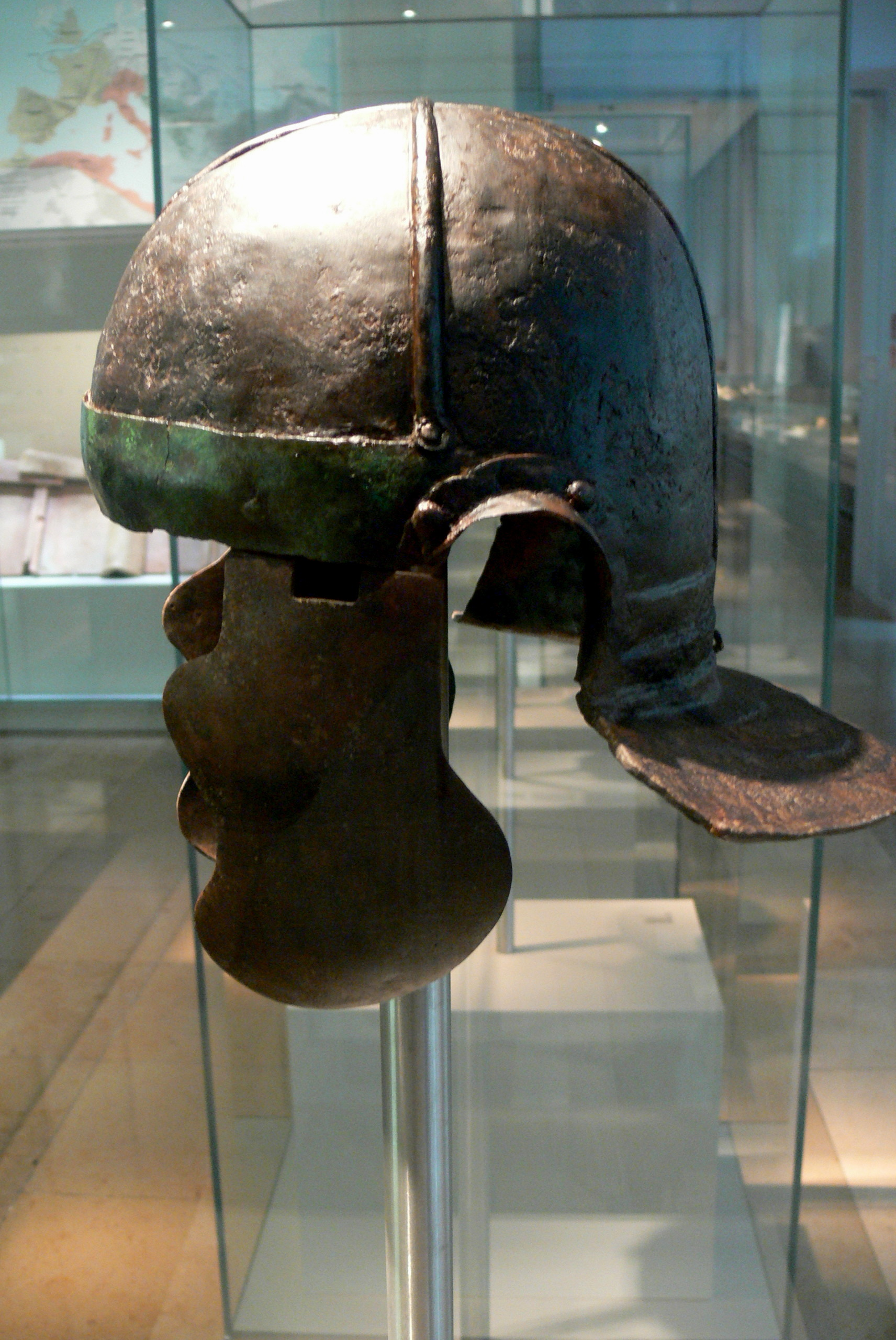
Elmo italico imperiale di tipo G, rinvenuto a Theilenhofen.
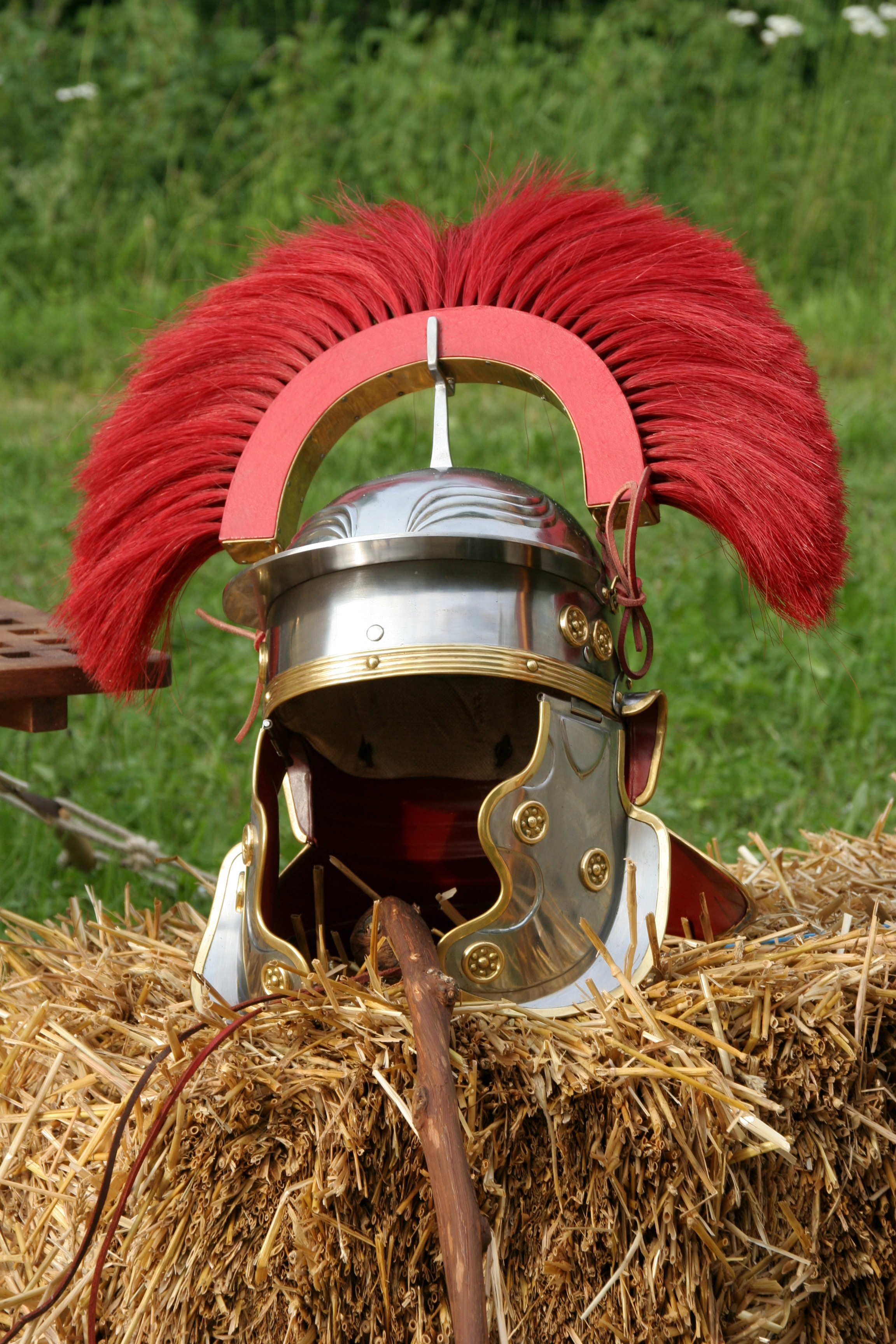
Una ricostruzione moderna di un elmo gallico imperiale di tipo H da centurione.

#### Il legionario del primo III secolo d.C.
Questo legionario indossava solitamente una lorica del tipo Newstead, non portava più il gladio, ma una spatha. L'iconografia dello scudo in questo periodo cambiò completamente. Il legionario indossava o un elmo in ferro da cavalleria ausiliaria del tipo "E", dalla forma molto protettiva, oppure il solito elmo italico imperiale.
In questo periodo spesso le legioni utilizzavano armamenti diversi a seconda del territorio in cui erano di stanza e dei nemici da affrontare. Si diffuse l'utilizzo della lorica squamata (già esistente fin da prima del II secolo a.C. e usata soprattutto dai reparti di cavalleria) e alcune protezioni per le braccia (come la manica) e per le gambe.

##### Lorica segmentatadel tipo Newstead
La lorica di Newstead è un'armatura utilizzata dai legionari romani dal II secolo d.C. circa. I primi ritrovamenti (mai completi) di questa armatura si ebbero fin dai primi anni del Novecento. Era una lorica simile a quella Corbridge ma con piastre orizzontali più grandi. Le numerose cerniere della lorica Corbridge furono sostituite da ganci più difficili da rompere.

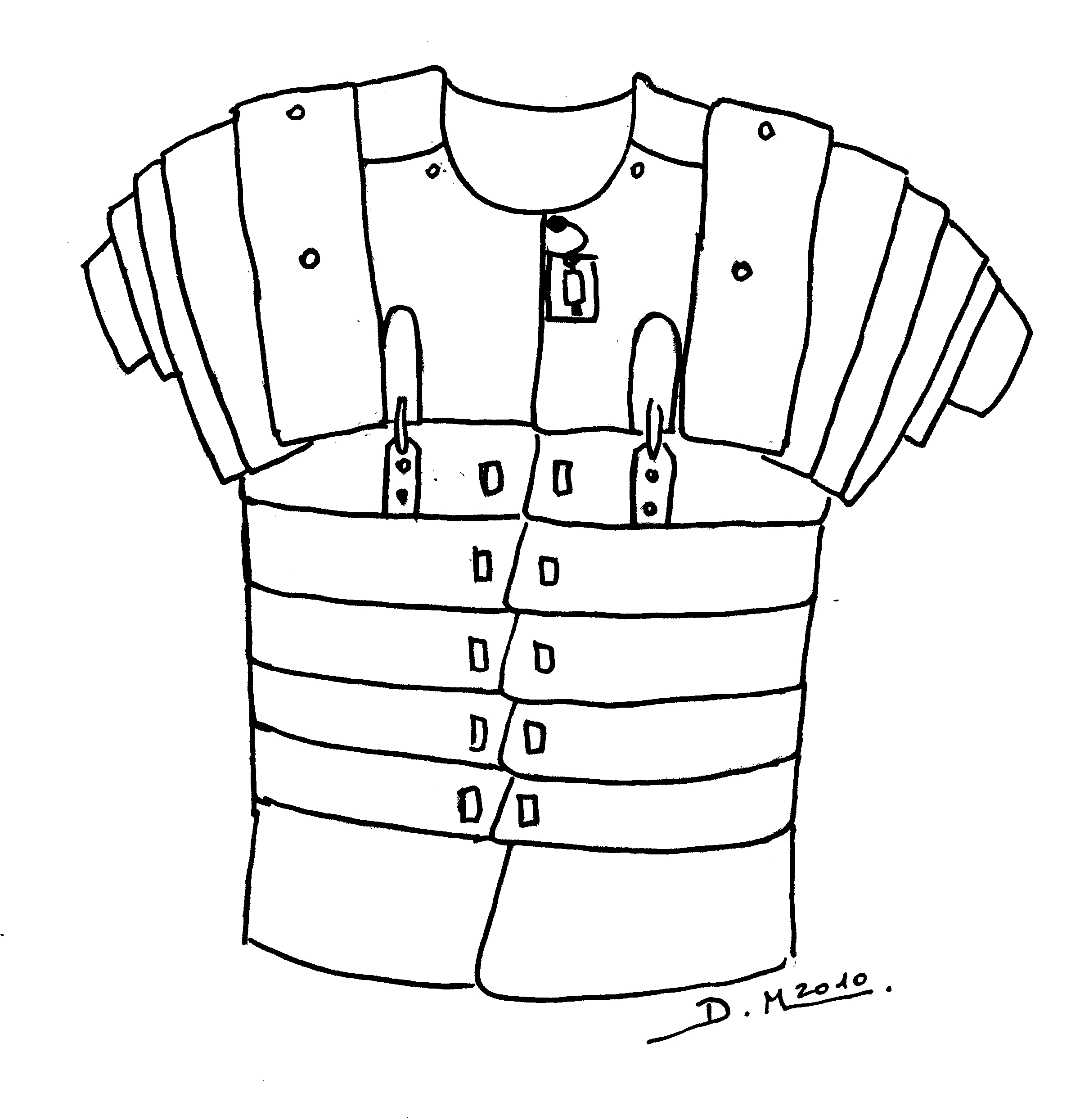
Lorica segmentata del tipo Newstead

##### Lorica squamata
Questa armatura era composta da piccole placchette di metallo o cuoio, chiamate squamae perché simili alle squame dei pesci, cucite tra loro.

## Dallacrisi del III secoloalla caduta dell'Impero d'Occidente (III-V secolo).

### Organizzazione
Con l'imperatore Costantino venne rinnovata la struttura dell'esercito. Oltre alle unità schierate ai confini (limitanei), venne creato un esercito mobile, chiamato comitatus, che dipendeva direttamente dall'imperatore. La vastità dell'Impero costrinse Costantino a dover creare altri eserciti mobili, dislocati in varie regioni, al comando dei propri figli: Crispo, Costante, Costanzo e Costantino. Per distinguere l'esercito comitatensis regionale da quello sotto il diretto controllo dell'imperatore, quest'ultimo prese il titolo di praesentialis. Nel IV secolo vennero ulteriormente differenziate le unità comitatenses, che prestavano servizio all'interno degli eserciti mobili regionali, dalle unità palatinae, che si trovavano all'interno dell'esercito praesentialis. Queste unità mantenevano il loro titolo nonostante spesso venissero trasferite, quindi in alcuni periodi si possono trovare unità comitatenses nell'esercito praesentialis e, al contrario, unità palatinae all'interno degli eserciti mobili regionali. Un altro gruppo era costituito dalle unità pseudocomitatenses, composte da reparti limitanei promossi nell'esercito mobile.

#### Arruolamento
Il reclutamento avveniva o su base volontaria, o tramite la coscrizione fiscale, probabilmente introdotta da Diocleziano, oppure tramite reclutamento obbligatorio. La coscrizione fiscale consisteva nell'obbligo dei proprietari terrieri di fornire le reclute privandosi di alcuni braccianti; nel caso non ci fosse la necessità di nuovi uomini il reclutamento fiscale veniva commutato in una sorta di tassa corrispondente al prezzo della recluta. Erano esenti dal reclutamento fiscale i senatori e in seguito anche altre categorie influenti nella società. Il reclutamento obbligatorio era destinato ai gruppi barbari, chiamati laeti, stanziati all'interno dell'Impero con l'obbiettivo di ripopolare alcuni territori abbandonati e, per ereditarietà dei mestieri, ai figli di ex militari, che però godevano di privilegi dovuti alla carriera dei propri padri. Con il passare dei secoli l'ingresso nell'impero di gruppi barbari fu visto come l'occasione per acquisire nuove reclute. L'esercito quindi svolse un grande ruolo nella romanizzazione dei barbari: la loro integrazione era talmente forte che potevano intraprendere la stessa carriera dei propri colleghi romani. La politica di integrazione perseguita tra il III e il IV secolo rese inutile a partire dal regno di Costantino un documento che concedesse formalmente la cittadinanza ai veterani barbari poiché questi erano già perfettamente romanizzati.

#### Trattamento economico
Oltre al normale versamento in tre rate quadrimestrali dello stipendium, i legionari iniziarono a essere pagati con distribuzione, chiamata annona, di beni alimentari, vestiti e armi. I  donativa vennero distribuiti dagli imperatori anche in caso di meriti eccezionali delle legioni, tanto che questo andò a sostituire lo stipendium, divenendo insieme alla annona l'unica fonte di guadagno dei soldati. Verso la fine dell'impero divenne sempre più difficile reperire i fondi per pagare le truppe e le retribuzioni divennero sempre più irregolari. I legionari potevano ritirarsi dopo 20 anni di servizio militare con la honesta missio o dopo 24 anni con emerita missio. Al termine della propria carriera si riceveva un terreno, due buoi, dei semi, una somma in denaro.

### Armamento

#### Il legionario del tardo impero

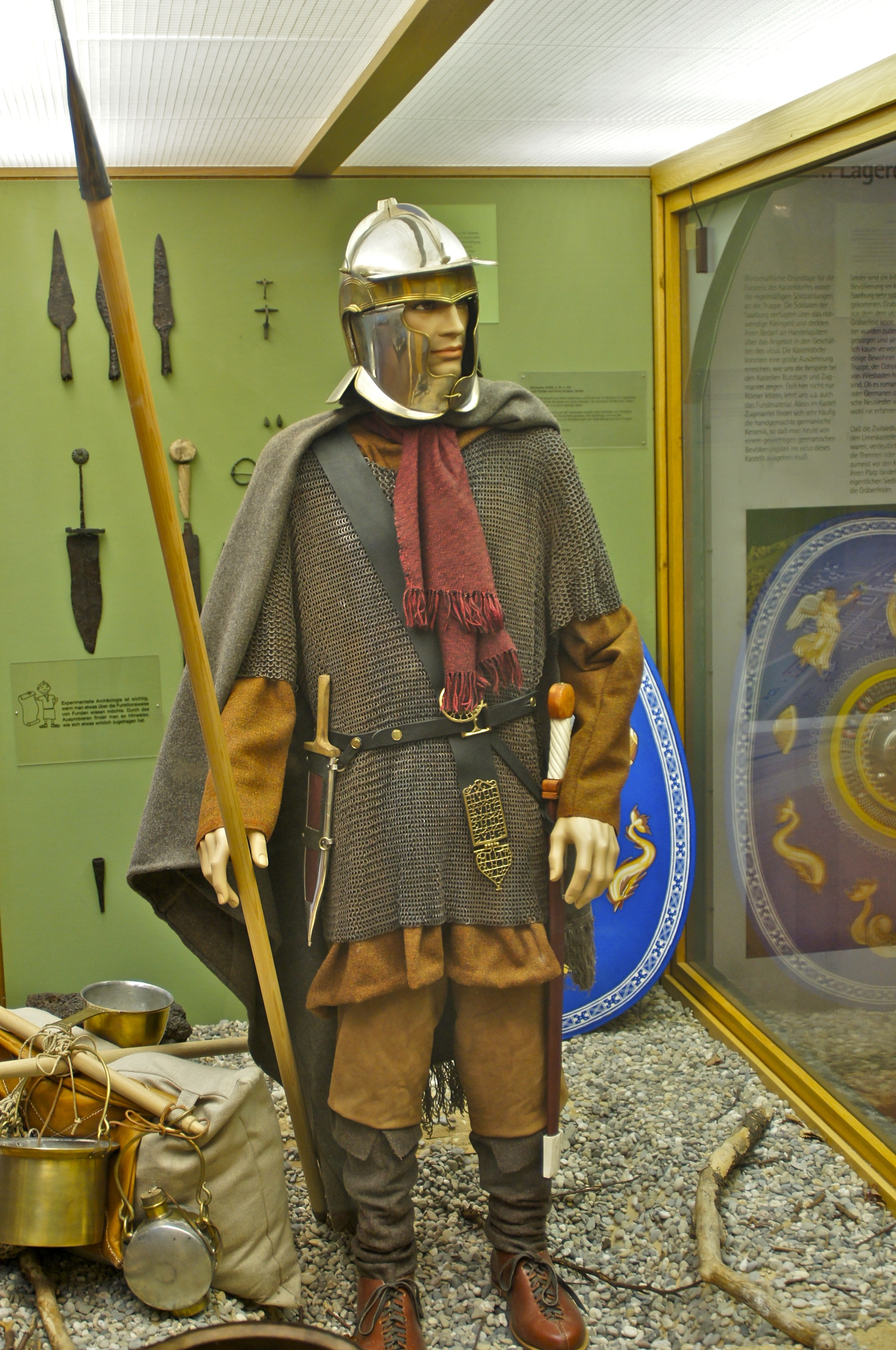
Legionario del III secolo, possiede un elmo di tipo Niederbieber, caratteristico di questo periodo.

Tra i legionari romani continuarono a essere diffuse la lorica hamata e la lorica squamata. Potevano essere armati con spathae di varia lunghezza; con vari tipi di armi da lancio: uno spiculum, equivalente al vecchio pilum, un vericulum, probabilmente era un giavellotto leggero, e, a partire dal IV secolo, un particolare tipo di dardo chiamato plumbata, che doveva essere lanciato a mano; infine con una lancia da urto che assunse sempre più importanza, tanto da diventare un'arma fondamentale nell'equipaggiamento della fanteria pesante. Nei combattimenti corpo a corpo poteva essere più agevole utilizzare una spada corta, chiamata semispatha. Lo scudo, di circa un metro di diametro, era principalmente di forma ovale o tonda, con decorazioni che indicavano l'unità di appartenenza del legionario, a protezione della mano vi era un umbone che poteva essere semisferico oppure conico.

##### L'elmoIntercisa
Questa tipologia di elmo, di ispirazione sasanide, si diffuse verso la fine del III secolo. Era di notevole facilità costruttiva, perciò si diffuse molto rapidamente. Il coppo era composto da due parti unite da una striscia di metallo in rilievo che lo percorreva dalla parte frontale alla nuca. Il paranuca e le paragnatidi venivano uniti al resto dell'elmo da parti in cuoio. Probabilmente l'intero elmo aveva uno strato di argentatura; le decorazioni più comuni consistevano in due occhi sulla parte frontale o rappresentati come croci sull'intera calotta.

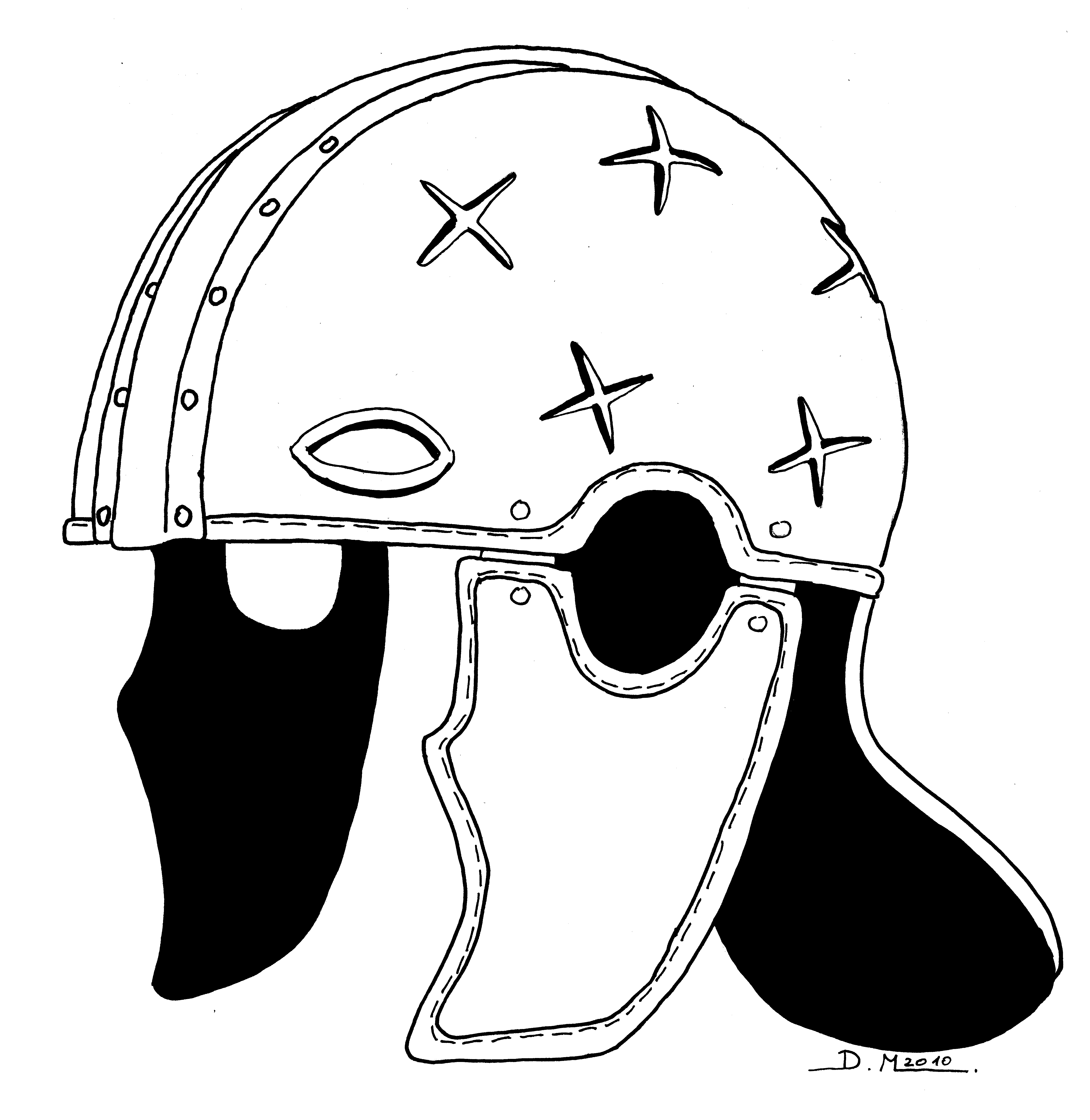
Disegno di un elmo di tipo Intercisa 2 conservato al Museo nazionale ungherese di Budapest

##### L'elmoBerkasovo
Questa tipologia di elmo risale alla metà del IV secolo. La calotta era composta o da due parti unite tra loro, come avveniva con la tipologia Intercisa, o da quattro parti unite da un rinforzo a croce. Sulla parte frontale era presente un paranaso a forma di "T" e il paranuca era collegato alla calotta con ganci e fibbie; le paragatidi venivano applicate tramite parti di cuoio oppure strisce di metallo e rivetti. Alcuni elmi di questo tipo erano molto decorati, a seconda dell'importanza del possessore vi si potevano incastonare addirittura pietre preziose.

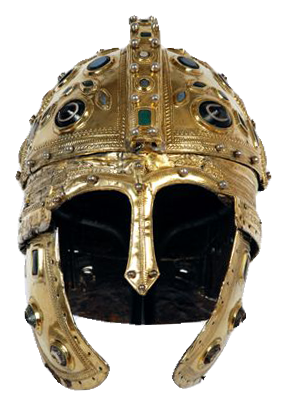
Elmo di tipo Berkasovo 1 conservato a Novi Sad.
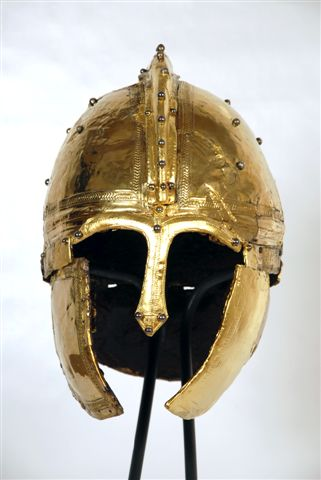
Elmo di tipo Berkasovo 2 conservato a Novi Sad.
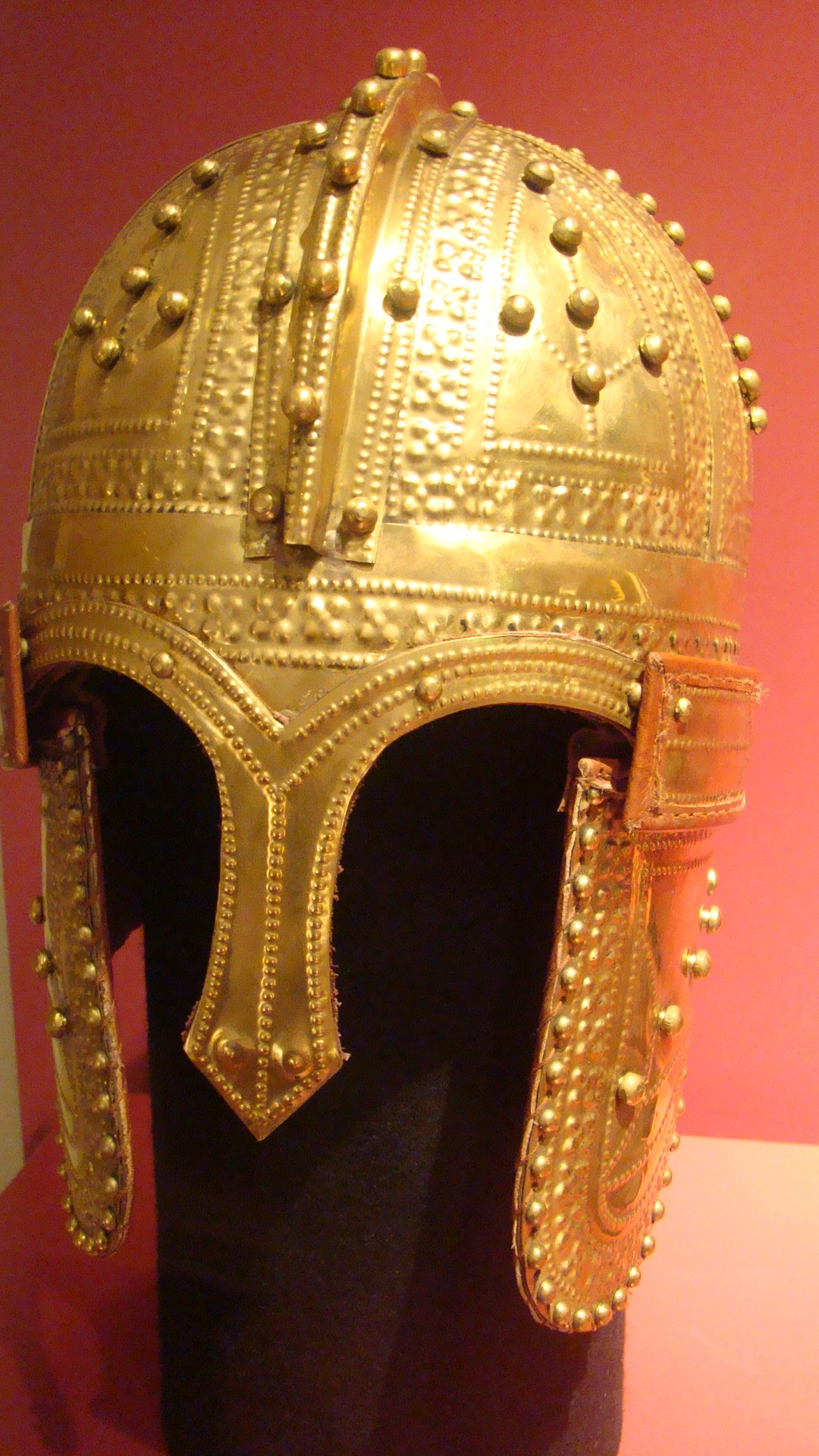
Elmo Berkasovo rinvenuto a Deurne.
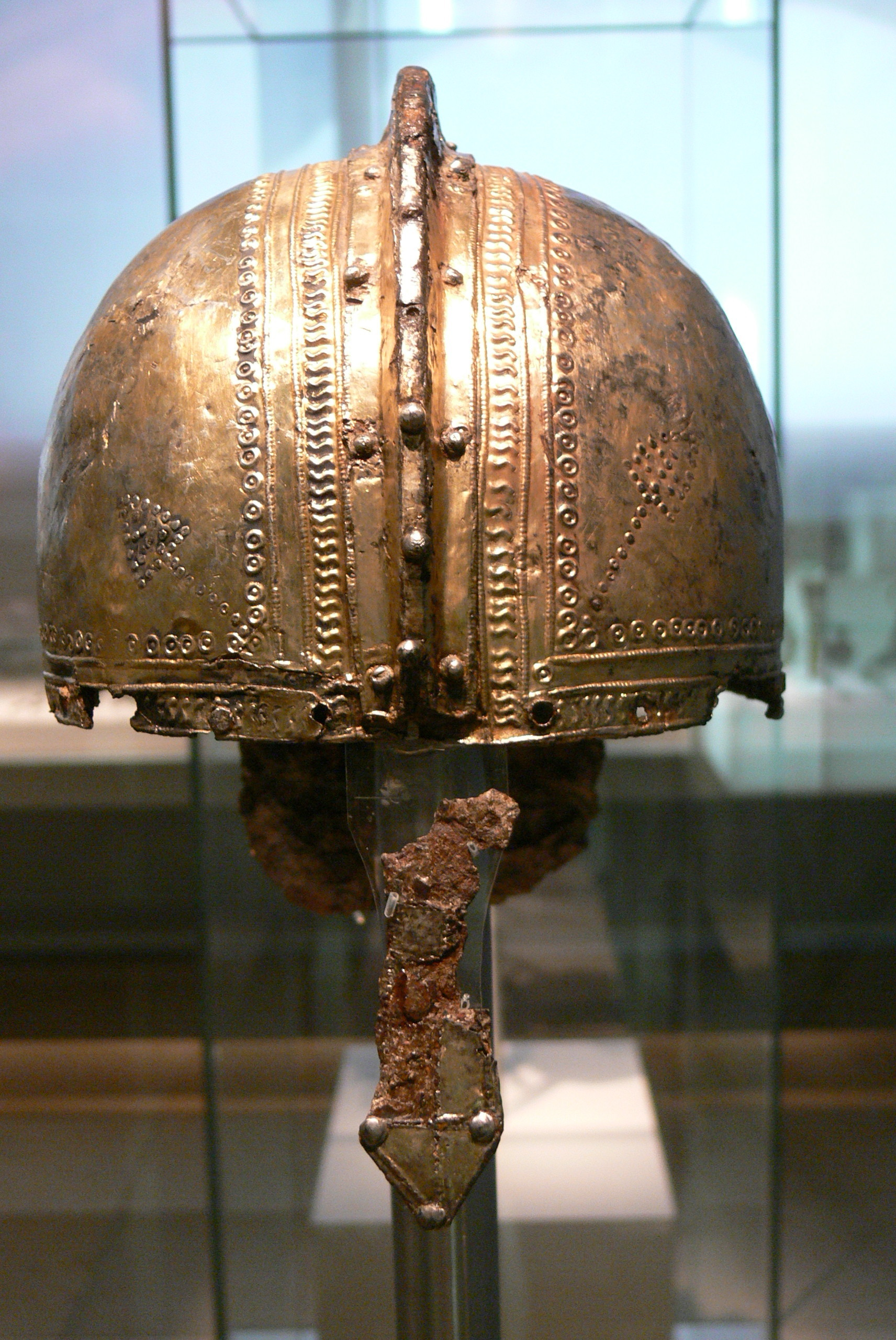
Elmo Berkasovo Augsburg-Pfersee, rinvenuto senza paragnatidi.

##### L'elmoSpangenhelm
Diffusosi tra il V e il VI secolo, era stato precedentemente utilizzato dalla cavalleria roxolana, raffigurata nella Colonna traiana, e nel IV secolo dalla cavalleria romana. Era composto da più segmenti metallici saldati con dei rivetti. La calotta era composta da quattro o sei spicchi saldati da una striscia metallica che ne percorre tutta la circonferenza nella parte inferiore; tra uno spicchio e l'altro erano presenti delle bande metalliche che confluivano sulla cima del coppo. I più importanti ritrovamenti sono avvenuti in Egitto a Der el Medineh e in Alsazia a Baldenheim. La tipologia Spangenhelm-Der el Medineh presentava una calotta allungata, un paranaso e sia paragnatidi che paranuca, saldati alla calotta tramite delle cerniere; la tipologia Spangenhelm-Baldenheim, invece, aveva un coppo più basso, paragnatidi più strette, ed era assente il paranaso.

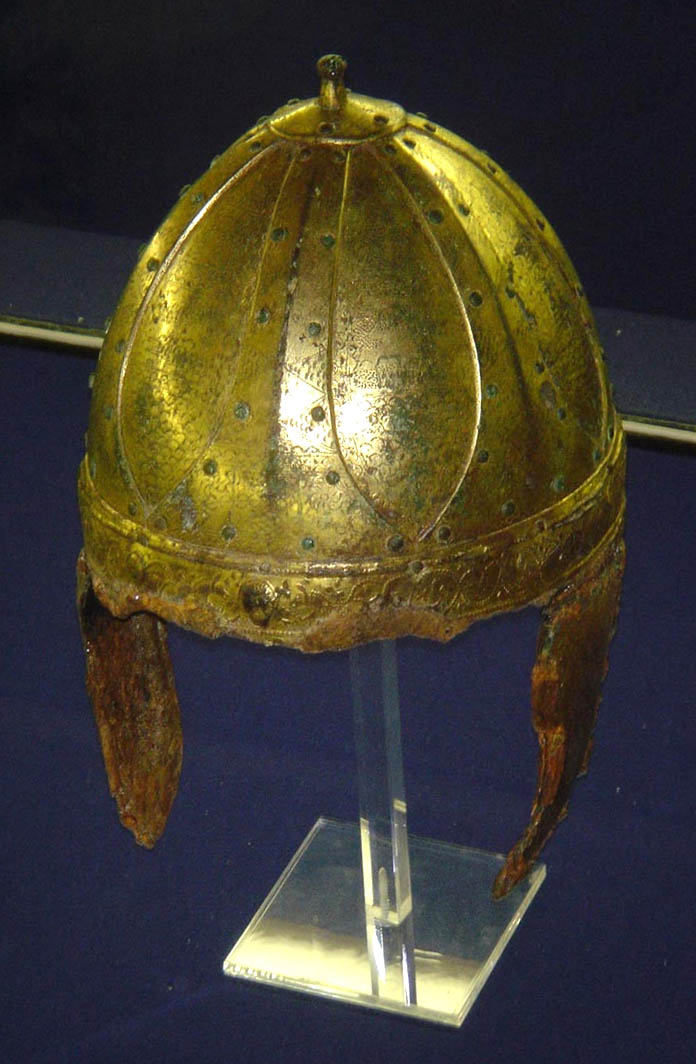
Elmo Spangenhelm.
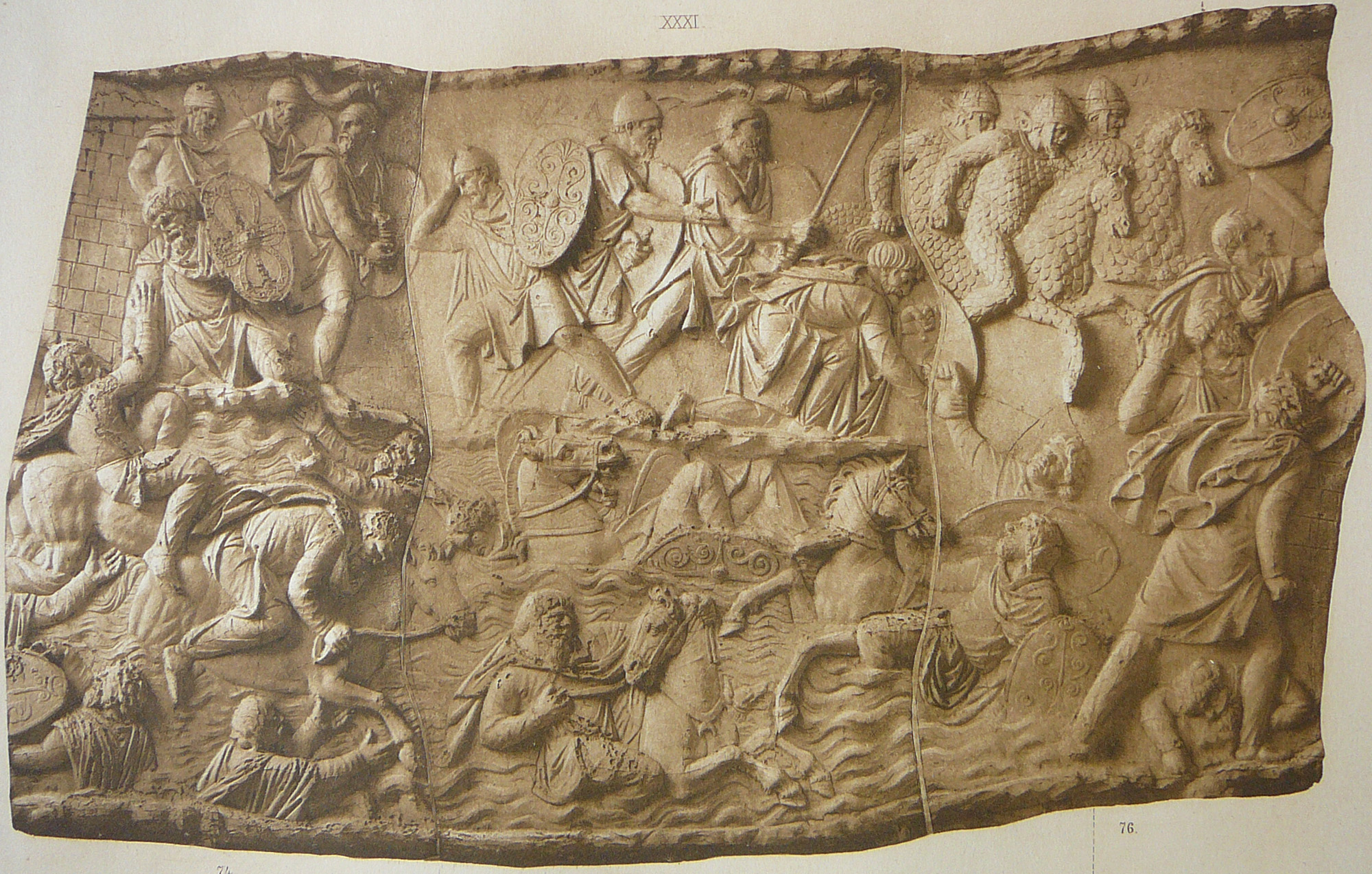
Scena numero 23 della Colonna traiana, in alto a destra si possono vedere tre cavalieri catafratti roxolani con elmo di tipo Spangenhelm e lorica squamata.

### Fonti classiche
- Dionigi di Alicarnasso, Antichità romana
- Giulio Cesare, De bello civili.  Testo latino completo su VICIFONS
- Gaio Sallustio Crispo, Bellum Iugurthinum
- Polibio, Storie. Testo greco completo; versione inglese su LacusCurtius
- Livio, Ab Urbe condita.  Testo latino completo su VICIFONS; testo latino e traduzione italiana
- Gaio Svetonio Tranquillo, De vita Caesarum,  pp. libri I-II-III.
- Publio Cornelio Tacito, Annales,  pp. libro I.  Versione in inglese qui
- Vegezio, Epitoma rei militaris il sito in latino qui.
- Velleio Patercolo, Historiae Romanae,  pp. libro I. . Versione in inglese qui

### Fonti moderne
- Erik Abranson, J.P. Colbus, La vita dei legionari al tempo della guerra di Gallia, Milano, Mondadori, 1979.
- (EN) Mike C. Bishop, Lorica segmentata, Vol I. A handbook of articulates Roman plate armour, Braemar, The Armature Press, 2002.
- (EN) Mike C. Bishop, Lorica segmentata, Vol II. A handbook of articulates Roman plate armour, Braemar, The Armature Press, 2003.
- (EN) Mike C. Bishop, Roman Military Equipmen from the Punic War to the Fall of Rome, Oxford, Oxbow Books, 2006.
- Giovanni Brizzi, Il guerriero, l'oplita, il legionario, Bologna, Il Mulino, 2002.
- Giuseppe Cascarino, L'esercito romano. Armamento e organizzazione, Vol. I - Dalle origini alla fine della repubblica, Rimini, Il Cerchio, 2007.
- Giuseppe Cascarino, L'esercito romano. Armamento e organizzazione, Vol. II - Da Augusto ai Severi, Rimini, Il Cerchio, 2008.
- Giuseppe Cascarino, Carlo Sansilvestri, L'esercito romano. Armamento e organizzazione, Vol. III - Dal III secolo alla fine dell'Impero d'Occidente, Rimini, Il Cerchio, 2009.
- Peter Connolly, L'esercito romano, Milano, Mondadori, 1976.
- (EN) Peter Connolly, Greece and Rome at War, Londra, Greenhill Books, 1998, ISBN 1-85367-303-X.
- (EN) Nic Fields, Adam Hook, Roman Auxiliary Cavalryman, Oxford, Osprey, 2006.
- (EN) Adrian Keith Goldsworthy, The Roman Army at War, 100 BC-AD 200, Oxford, Clarendon Press, 1998.
- (EN) Lawrence Keppie, The Making of the Roman Army, from the Republic to Empire, Londra, Routledge, 1998.
- Yann Le Bohec, L'esercito romano. Le armi imperiali da Augusto alla fine del III secolo, Roma, Carocci, 1993.
- Yann Le Bohec, Armi e guerrieri di Roma antica. Da Diocleziano alla caduta dell'impero, Roma, Carocci, 2008, ISBN 978-88-430-4677-5.
- Silvano Mattesini, Le legioni romane, l'armamento in mille anni di storia, Roma, Gremese Editore, 2006.
- (EN) Simon McDowall, Late Roman Infantryman, 236-565 AD, Oxford, Osprey Publishing, 1994.
- Alessandro Milan, Le forze armate nella storia di Roma antica, Roma, Jouvence, 1993.
- Massimo Olmi, Le armature romane in età imperiale. Dalle fonti storiche e archeologiche alle moderne ricostruzioni, Roma, Chillemi, 2009, ISBN 978-88-96522-21-9.
- (EN) Henry D. Parker, The Roman Legions, New York, Rowman & Littlefield Publishers, 1971.
- (EN) H. Russel Robinson, The Armour of Imperial Rome, Londra, Arms and Armour Press, 1975.
- (EN) Alaric Watson, Aurelian and the Third Century, Londra, Routledge, 1999.
- (EN) Graham Webster, The Roman Imperial Army of the first and second centuries AD, Norman, University of Oklahoma Press, 1998.